# 創価学会

創価学会の三色旗
青は「平和」、黄は「栄光」、赤は「勝利」を表すとされる。

創価学会（そうかがっかい、英語: Soka Gakkai）は、日本の宗教団体（宗教法人）。日蓮の仏法を信仰する法華経系の在家仏教団体。ただし1991年に日蓮正宗から破門されているため、日蓮正宗や日蓮宗とは無関係の団体である。
1930年（昭和5年）11月18日、創価教育学会として創立。国内に公称827万世帯の会員（信者）を擁する。創価学会では、信者を「学会員」と称する。
「創価」とは、「価値創造」の意。「生命の尊厳に基づく人類の幸福と世界平和の実現を中心とした価値の創造」を意味する。
『聖教新聞』（日刊紙）、『創価新報』（月刊紙）、『大白蓮華』（月刊誌）などの機関紙誌を発行。
1964年（昭和39年）に結党された日本初の宗教政党である公明党の支持母体である。

## 概要
1930年（昭和5年）、尋常小学校の校長であった牧口常三郎と、戸田城聖ら当時の教育者などが集い、日蓮の仏法精神に基づく教育者の育成と、雑誌の発行を目的とする「創価教育学会」（初代会長：牧口常三郎、理事長：戸田城聖）を創立した。同年11月18日、『創価教育学体系』第1巻が発刊される。
1937年（昭和12年）に、創価教育学会は日蓮正宗の法華講（信徒組織）の1つとして位置付けられた。この組織が創価学会の前身となる。
第二次世界大戦中の1943年（昭和18年）6月に牧口、戸田を含む幹部が治安維持法違反並びに伊勢神宮に対する不敬罪で特別高等警察に逮捕され、牧口は1944年（昭和19年）11月18日に獄死。1945年（昭和20年）7月3日、出獄した戸田は、組織名を「創価学会」に改称し組織を再建、1952年（昭和27年）、宗教法人の認証を得る。
1951年（昭和26年）5月3日に第2代会長に就任した戸田城聖の下で、75万世帯を目標にした「折伏大行進」という名の大規模な布教活動が行われ、日本国内での創価学会の勢力は急拡大した。しかし、強引な勧誘手法は批判を呼び、社会問題にまで発展した。1958年（昭和33年）4月2日に戸田第2代会長が死去した後、1960年（昭和35年）5月3日に池田大作が第3代会長（後に名誉会長）に就任した。その後、次第に日蓮正宗宗門と軋轢が生じ、1991年（平成3年）11月、「教義の逸脱」などを理由に破門される（後述）。
教義的には日蓮を末法時代の本仏と定め、法華経の肝心・南無妙法蓮華経の御本尊を認定して掲げ、「南無妙法蓮華経」の唱題を実践し、「法華経」思想の布教を宣言（広宣流布）し、平和な世界の実現を目標とするとしている。
1962年（昭和37年）には「公明政治連盟」を創設し、2年後の1964年（昭和39年）には日本の政党の要件を満たしている唯一の宗教政党として「公明党」を結成し、日本の政治にも関わっている。

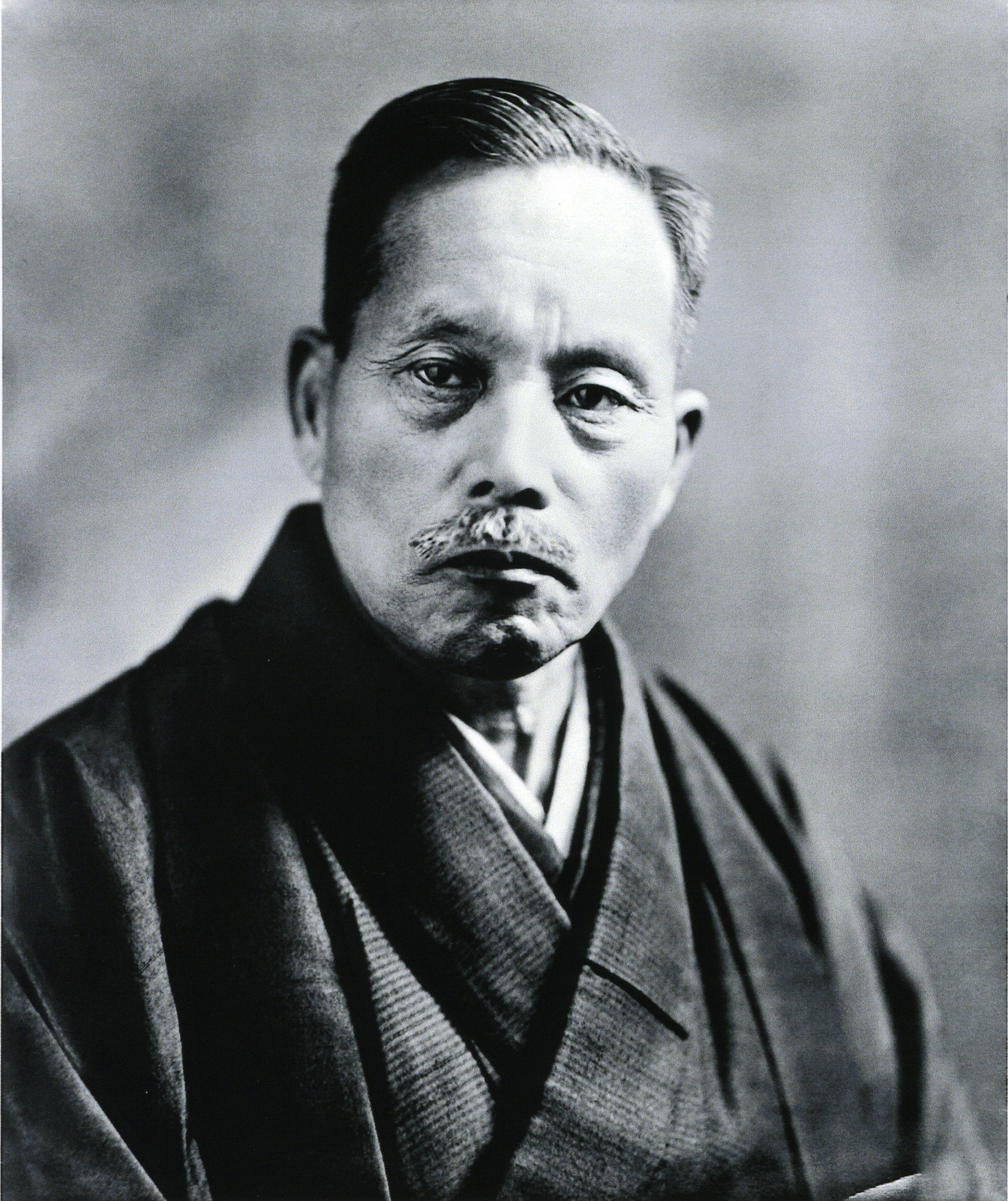
初代会長の牧口常三郎
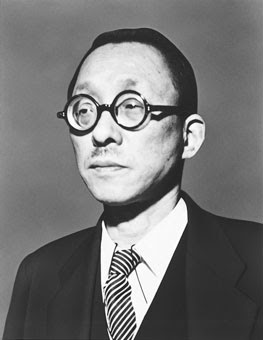
2代会長の戸田城聖
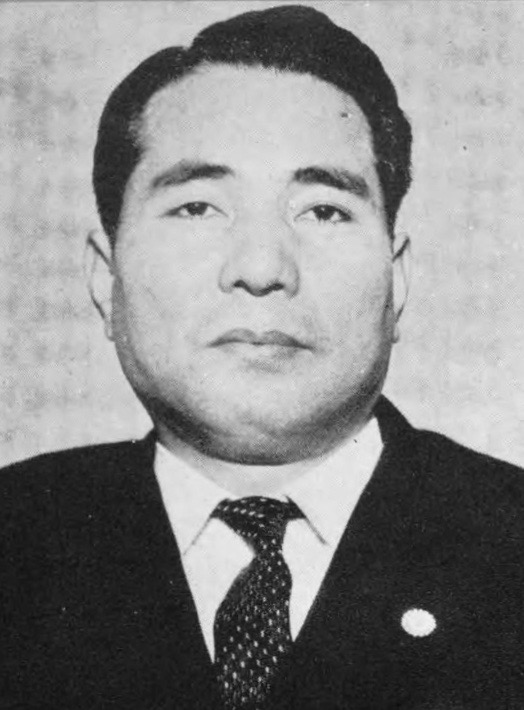
3代会長の池田大作
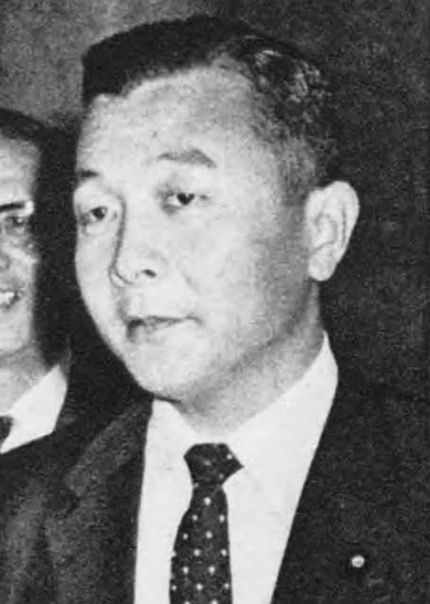
4代会長の北条浩

## 教勢
日本における創価学会公称の会員世帯数は約827万世帯、日本国外では280万人、教学部員数が260万人となっている。
推定の会員数は、資料によって差異がある。
- 約250万人（1980年・村上重良）[9]
- 約500万人前後（1988年・沼田健哉）[10]
- 約1,200万人（1995年・米本和広）[11]
- 約542万人（1995年・文化庁統計より推定）
- 約576万人（2000年・文化庁統計より推定）[他 1]
- 約2,000万人（2006年・島田裕巳）[12]
- 約250万世帯（2007年・島田裕巳）[13]
- 約280万人（2017年・島田裕巳が大阪商業大学調査より推定）[14]
- 約177万人（2018年・島田裕巳が大阪商業大学調査より推定）[15]
- 約380万人、日本国民の約3%（2019年・島園進 ）[16][17][18]。

### 日本国外への布教活動
1960年（昭和35年）、創価学会として日本国外初となる「アメリカ総支部」が結成された。『アメリカ創価学会〈SGI＝USA〉の55年』では、当時はその構成員の多くが、アメリカ軍兵士と結婚して米国に移住した日系アメリカ人女性の「戦争花嫁」だったと指摘されている。1960年代以降、日本からの移民（日系人）が中心となって、各国の支部が結成されていく。1975年（昭和50年）1月26日にアメリカ合衆国グアム島に51か国の代表が集って創価学会インタナショナル（SGI）が結成された。
1975年（昭和50年）のSGI設立時には日本国外全体で会員数は150万人であったが、2021年11月現在は、宗教の布教活動が厳しく規制されている社会主義国の中国、北朝鮮や中東諸国のイスラム教圏を除いた、日本を含む世界192カ国・地域に広がり、日本国外全体で約280万人のSGIメンバー（ヨーロッパ：16.2万人、中近東・アフリカ：5.1万人、アジア・オセアニア：191万人、北アメリカ：35.2万人、ラテンアメリカ：32.5万人）を擁している。

## 教義関連

### 教義・目的
- 日蓮大聖人を末法の御本仏と仰ぎ、根本の法である南無妙法蓮華経を具現された三大秘法を信じ、御本尊に自行化他にわたる題目を唱え、御書根本に、各人が人間革命を成就し、日蓮大聖人の御遺命である世界広宣流布を実現することを大願とする。(創価学会 会憲第2条[20]・会則第2条より[21])
- 初代会長牧口常三郎、第二代会長戸田城聖、第三代会長池田大作の「三代会長」は、広宣流布実現への死身弘法の体現者であり、この会の広宣流布の永遠の師匠である。「三代会長」の敬称は、「先生」とする。(創価学会 会憲第3条2項[20]・会則第3条2項より[21])
- 日蓮大聖人の仏法の本義に基づき、弘教および儀式行事を行ない、会員の信心の深化、確立をはかることにより、各人が人間革命を成就するとともに、日蓮大聖人の仏法を世界に広宣流布し、もってそれを基調とする世界平和の実現および人類文化の向上に貢献することを目的とする。(創価学会 会憲第4条[20]・会則第4条より[21])

### 経典
法華経を最高の経典とした天台智顗の五時八教説と、日蓮が説いた寿量文底下種仏法・三大秘法を基礎としている。
- 『法華経』(方便品第二・如来寿量品第十六)
- 『新編日蓮大聖人御書全集　創価学会版』(聖教新聞社、1952年 - 2021年) - ※2021年の「新版」発刊に伴い廃刊。
- 『日蓮大聖人御書全集 新版　創価学会版』(聖教新聞社、2021年)

### 勤行・唱題
朝晩、御本尊に向かい、法華経の「方便品第二」と「如来寿量品第十六」を読経する事を「勤行」という。
「南無妙法蓮華経（なんみょうほうれんげきょう）」（※「なむみょうほうれんげきょう」ではない）という題目を唱える行為。「勤行」のあと、随時「題目」を唱える。これを、「唱題（しょうだい）」という。
時間が取れない場合などには「勤行」を行わずに、「題目」のみでもよいとされる。「南無妙法蓮華経」とは「法華経に帰依する」の意であり、「題目」は経典の表題を唱えることに由来する。

### 本尊・本仏
- 信仰の対象である本尊は、日蓮が顕した法華経の肝心である「南無妙法蓮華経」の文字曼荼羅である。
  - 本尊に関する事項は、会長が司る。(創価学会 会憲第9条4項[20]・会則第12条1項[21]より)
- 日蓮正宗からの破門に伴って宗門より御形木本尊の下付が停止したが、1993年（平成5年）以降は日蓮正宗と決別した栃木・淨圓寺の住職から、同寺所蔵の日寛書写の御本尊を御形木御本尊（版木などにより印刷された御本尊）として創価学会員に授与してほしいとの申し出を受け、日寛書写の御本尊を会員に授与することを決定した[24]。
- 諸事情で自宅に仏壇を安置できない場合は、「お守り御本尊」と呼ばれる小型の御本尊を授与する。日寛書写の本尊を複写印刷したものである。
- 「本門戒壇の大御本尊」については2002年（平成14年）の会則改正により表記が変更された。さらに、2014年（平成26年）の会則改正により、「弘安2年（1279年）の本門戒壇の大御本尊は受持の対象とはしない」と聖教新聞上で公式発表された。
- 「謗法払い」については、創価学会は新入会希望者に対して、
  1. 入会希望者自身が、かつての信仰対象の処分・返却を行うこと。
  2. 本人が承諾しても、他人が手伝ったり預かって持ち帰ったりしないこと。
  3. 謗法払いは入会する会員自身が、自ら自分自身で行う。
  4. 同居家族や所有関係者の事前了解を得ること。

を指導として徹底している。
- 日蓮を末法の本仏と仰ぐ。これは日蓮正宗系の教義であり、釈迦本仏論を採用する日蓮宗系と異なる点である。

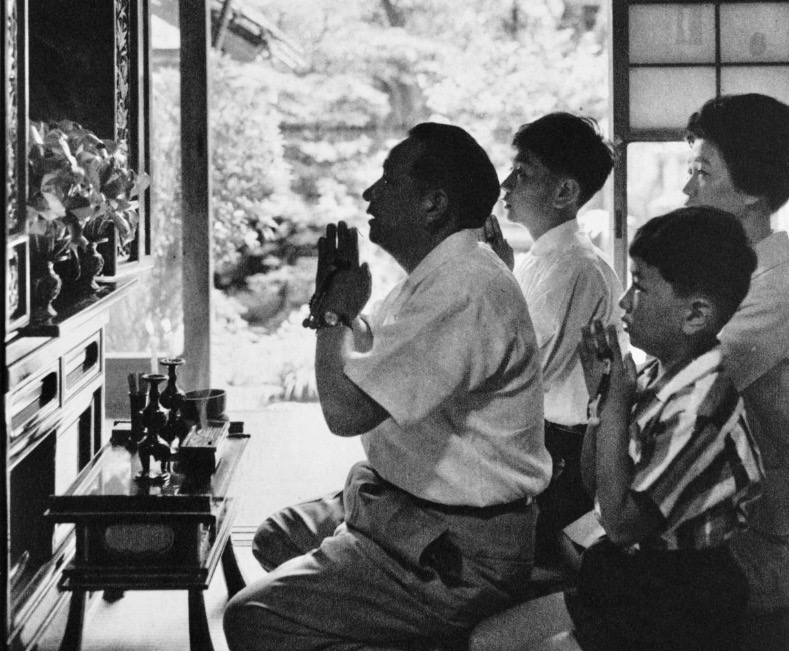
勤行。朝晩に御本尊に向かい読経する。
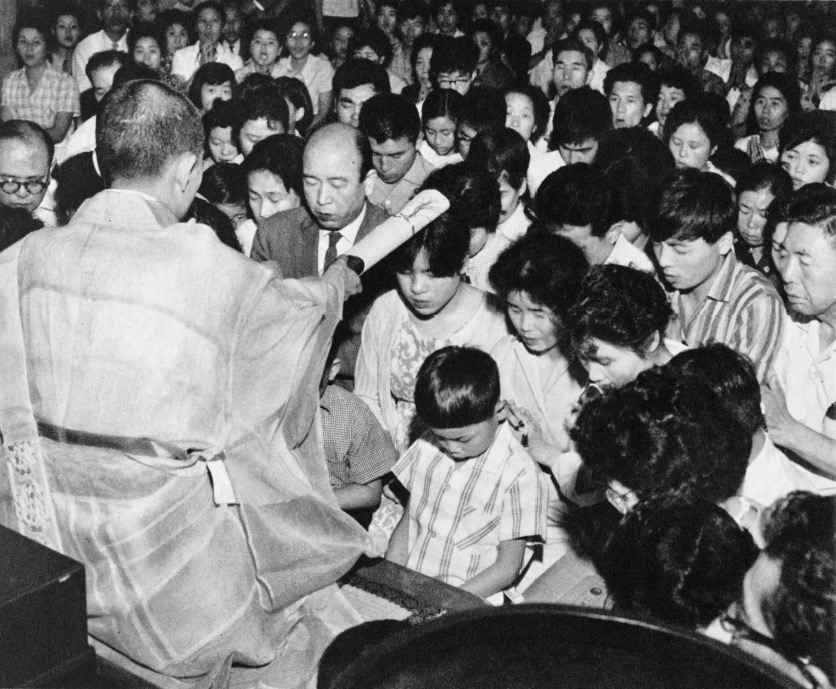
御授戒。それまで信じてきた邪宗邪義を捨て、創価学会に帰依するための儀式[25]。
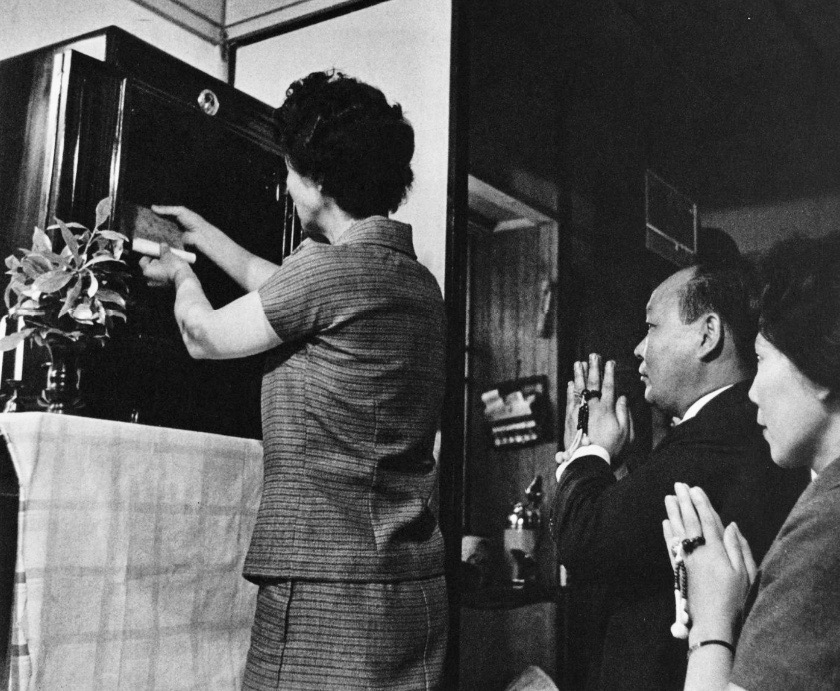
御本尊送り。
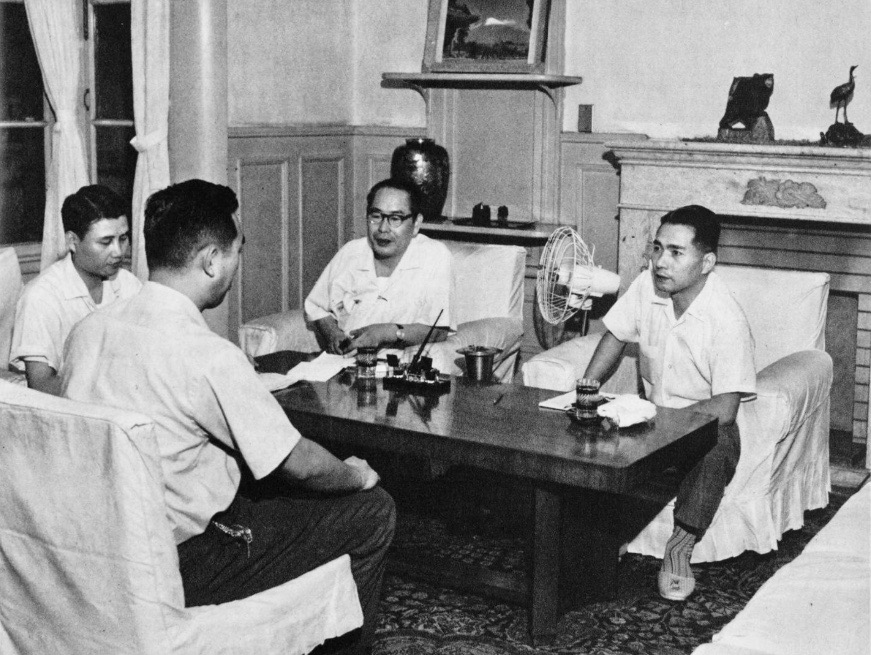
教学部員の昇格試験。面接を行う池田大作ら。
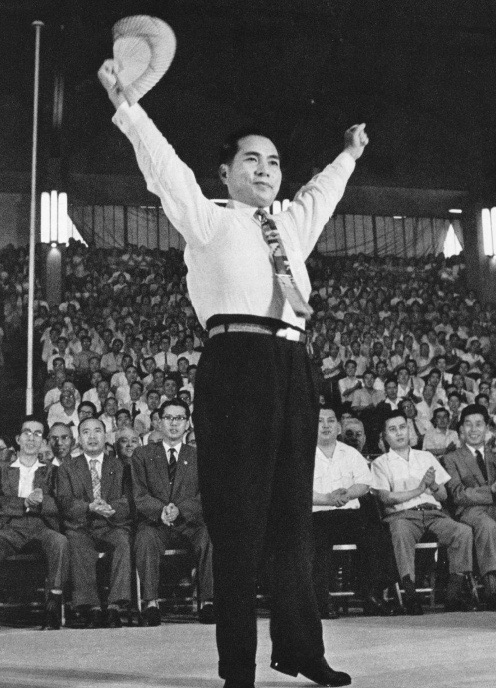
本部幹部会で学会歌の指揮をとる池田大作。
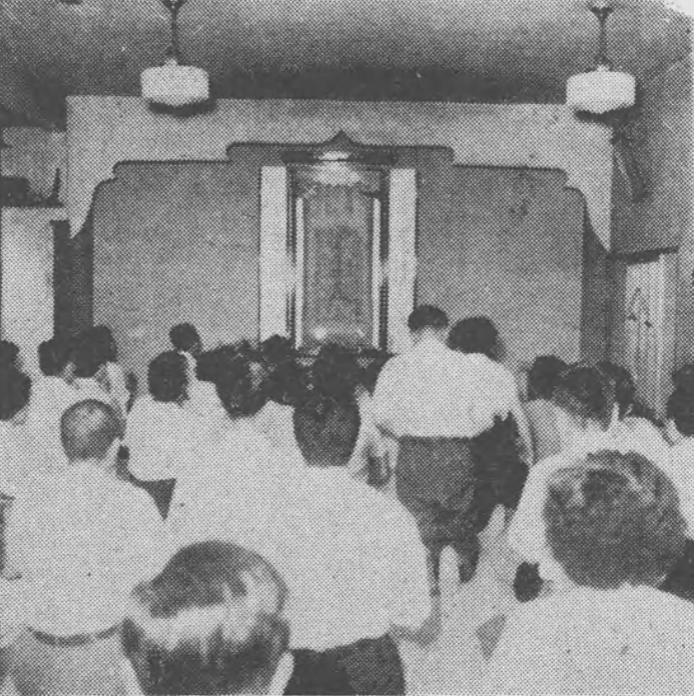
本部2階の大広間で題目を唱える信者たち。

## 活動

### 年間主要行事
2023年（令和5年）時点の年間主要行事は、以下の通りである。
- 1月1日、2日　新年勤行会
- 成人の日 「成人の日」記念勤行会
- 2月16日 「日蓮大聖人御聖誕の日」記念勤行会
- 3月　　　 春季彼岸勤行法要
- 4月2日　　第2代会長・戸田城聖追善勤行会
- 4月28日　「立宗の日」記念勤行会
- 5月3日　　「創価学会の日」記念勤行会
- 5月19日　「創価学会常住御本尊記念日」記念勤行会
- 7月15日　　諸精霊追善勤行法要（8月15日に行われる地域もある）
- 8月15日　　世界平和祈念戦没者追善勤行法要
- 9月12日　　「竜の口の法難の日」の意義をとどめた勤行会
- 敬老の日 「敬老の日」の記念勤行会
- 9月　　　　秋季彼岸勤行法要
- 10月13日　「日蓮大聖人御入滅の日」の意義をとどめた勤行会
- 11月15日　「七五三」の記念勤行会
- 11月18日　創価学会創立記念日記念・初代会長・牧口常三郎追善勤行会

### 信行学の実践
創価学会公式サイトによると、創価学会が信奉する日蓮大聖人の仏法では、基本の修行として「信」「行」「学」(しん、ぎょう、がく)の三つが説かれている。
- 「信」- 法華経の肝心・南無妙法蓮華経の御本尊を信じ抜く心のこと。信受ともいい、仏の教えを信じて受け入れることを指す。「信」こそ、仏道修行の出発点であり、帰着点とされる。

- 「行」- 仏道修行の実践のことで、「自行 (じぎょう)」と「化他 (けた)」の二つの面があるとされる。具体的には、自行とは勤行（法華経の読経・唱題）であり、化他とは折伏・弘教すなわち布教活動のことをいう。

- 「学」- 教学の研鑽であり、日蓮大聖人の「御書」を拝読することを根本にして、正しい仏法の法理を学ぶことを指している[26][27]。

### 組織の地域活動
座談会は、「三代の会長が最も大切にしてきた伝統行事であり活動である」とされている。寺田喜朗は、1950年代～1960年代（昭和30年代～昭和40年代）の高度経済成長期、農村から都市へと多くの労働者が移住し、生活と将来への不安を抱えた人々が、座談会に参加する中で、悩みを分かち合い、「コミュニティー」を築いたと指摘する。そして、学会が、この座談会などの活動を通して会員を教育し、社会のさまざまな分野に人材を輩出する「総体革命」を目指していた、としている。また、央忠邦によると、座談会は班や地区の単位で行われ、1968年時点で、座談会の拠点は日本に二十万か所以上あった、とされる。
アメリカ・モアハウス大学のローレンス・カーター教授は、創価学会・SGIの特徴として、「座談会」を挙げており、そうした集まりが、寺院や教会ではなく、会員宅で開催されているのは、「SGIが在家運動であることが関係している」と指摘する。加えて、寺院などの場で行えば、聖職者の権威に特別な力が宿る一方で、庶民の自宅で集えば、「自然と皆が普段着で来られるような大衆的、民主的な場になる」ため、その点が「SGIの基底部に埋め込まれた平等主義の表れ」であるとしている。

### 財務（献金）
創価学会では年1回、広布部員として希望した会員にのみ、「財務」と呼ばれる寄付の申込み書が会員宅に届けられる。1970年代中頃以前は財務部員と呼ばれ、現在は広布部員。以前は年間3,000円程度であったが、現在は1口1万円からとなっている。生活保護受給者などは対象となっていない。
ジャーナリストの田原総一朗は2023年に池田が死去した際に毎日新聞の取材に応じ、「池田は『生活を犠牲にするような（多額の）献金は認めない』と語っていた」と証言している。

### 教学研鑽
創価学会が編さんし聖教新聞社が出版している『新編 日蓮大聖人御書全集』（2021年まで刊行。現在は新版に切り替え）、『日蓮大聖人御書全集 新版』（2021年発刊）を基にして、会員は教学の研鑽を行う。その学習資料・テキストとして月刊機関誌『大白蓮華』が用いられ、会員には「教学試験」の受験が奨励されている。
日蓮の生涯、御書、教学の基礎学習を目的とした試験として、「教学部任用試験（仏法入門）」が存在する。受験資格は中学生以上となっており、会友（非会員）も対象となっている。同試験に合格すれば、さらに3級・2級・1級の教学試験を受験することが奨励されている。
社会学者の玉野和志は、創価学会の「幸せにするシステム」の一つとして「教学の習得」を挙げている。

### 葬儀
創価学会における葬儀は、一般の仏教式葬儀とは異なり、在家信者である地域の儀典長を中心とする「友人葬（ゆうじんそう）」の形式で執り行われていることが多い。
原則として、友人葬への参列では香典は必要ないとされているが、参列者が香典を持参する事、遺族が参列者が持参した香典を受け取る事は各位の自由である。また「読経料」「戒名料」などが必要な他宗派と異なり、友人葬の中心者の儀典長は、謝礼を一切受け取らないものと定められている。
宗教学者の山折哲雄は、「日本の旧来の仏教集団が単なる葬式仏教になっている」と批判されている中にあって、創価学会の友人葬の取り組みは、「在家仏教として正当な姿」であるとしている。

#### 友人葬の料金
友人葬を取り扱っている葬儀社や在住している地域によって若干の差は存在する。一例として東京都の場合では、友人葬の基本料金は概ね35万円位から50万円位である。
友人葬を取り扱う葬儀社によっては、一式で基本料金に含まれているケースとオプション料金として別料金になる場合がある。
詳細は、葬儀社への確認が必要である。
- 納骨は、地区部長を通じて申し込むと、全国にある創価学会墓地公園が利用することが出来る。
- 儀典長を中心に、生前の名前で葬儀を行うため、戒名料・読経料は、かからない。

### 布教活動
無宗教あるいは創価学会以外の宗教を信仰する者に創価学会へ改宗・入信させる事を、「折伏」（しゃくぶく、しゃくふく）という。
1951年（昭和26年）に戸田会長が「青年訓」を発表し、青年部を中心に「折伏大行進」と呼ばれる大々的な布教が行われた。布教活動は会員を増加させ勢力が拡大することになった反面、その強引な手法から社会問題にまで発展した。
現在の創価学会では、「仏法の人間主義に基づき、自他共の幸福を目指して、自身の信仰体験や仏法の哲理を友人や知人に語っていくこと」を「折伏・弘教」と定義している。
また、「信仰者としての自身の振る舞い、生き方を通して、地域や職場で友情と信頼を深め、創価学会の理念や活動への理解を広げていくこと」も「折伏・弘教」にあたるとされている。

## 社会貢献活動
創価学会社会憲章において、「創価学会は、仏法の生命尊厳観を基調に、平和・文化・教育に貢献する。」と定められているように、諸活動を行っている。

### 地域貢献活動
創価学会では、個々の会員および団体レベルの双方で、近隣友好や地域貢献を推奨している。
具体的には、地域の祭りなどの行事への協力がある。創価学会総本部および聖教新聞社本社がある新宿区信濃町では、町内会の盆踊り大会や防災イベントに会場を提供するなどしている。
また、音楽隊が地域行事に際し演奏を行うケースもある。地域貢献の体験談集が過去に発刊されている。
「THE STRAIT TIMES」によると、シンガポール創価学会は長年、シンガポールの国家行事「チンゲイ（粧芸）パレード」に参加・出演している。2022年2月のパレードは、通算38回目の参加となった。このパレードはシンガポールにおいて、旧正月を祝う最も重要な行事の一つと言われている。シンガポール創価学会は、こうした国家行事への出演のほか、医療施設への物資支援や障がい者のサポートなど多様なボランティア活動を進めているとされている。
イタリア創価学会は、1980年代から環境問題の解決や、核兵器廃絶を目指す展示活動（反核運動）、教育・文化運動を通して、地域や社会の繁栄と平和のために尽力してきたとされる。2015年6月には、イタリア共和国憲法第8条に基づく特別合意によりイタリア政府に承認され、イタリアの公式宗教であるとする「インテーサ」の承認を受けた。これにより、学校と教育機関を設立する権利などが保障された。
マレーシア創価学会は、青年スポーツ省やマレーシア赤新月社などと協力して、2005年から平和への思いを共有しながらランニングするイベント「ラン・フォー・ピース(Run for Peace)」を行っている。2年に1度、開催しており、これまでに36万人以上が参加している。2023年に実施したイベントは全国23ヶ所で行われ、約5万5000人が参加。マレーシアの青年・スポーツ大臣も出席した。
台湾SGIは、チャリティーコンサートをはじめ、離島や山間地を含む全土の教育機関で著名な芸術家の作品を紹介する「移動美術館」や、学習環境に恵まれない地域での教育支援など、文化活動・慈善事業に取り組んでいる。こうした活動が台湾の政府から評価され、「宗教公益賞」、内政部「社会優良団体」、「績優宗教団体奨」、教育部「推展社会教育有功団体奨」、文化部「文馨奨」などを授与されている。

### 災害時の救援・復興活動
大規模自然災害の発生時には、地域の会館で会員・非会員を問わず被災者を受け入れ、救援活動に貢献している。
宗教専門紙の中外日報は、「阪神・淡路大震災では、創価学会の迅速な救援活動に対し兵庫県などから感謝状が贈られ、フランス・オーストラリア・香港・シンガポールなど海外の新聞でも活動が報じられた」ことを報道した。東日本大震災に際しては、42の会館で約5千人を一時避難所として受け入れたほか、義捐金を拠出した。避難所はおおむね、地元会員組織の責任者と、他地域から派遣された専従職員を中心に運営され、医師や看護師が健康相談を実施した。発災翌日には山形県・新潟県などから支援物資が到着している。一部の会館は行政の指定避難所となっている。また、創価学会による東北被災地への救援活動は、アメリカのCNNのブログにも取り上げられた。そして、東日本大震災からの復興にあたっては、「心の福光（復興）プロジェクト」を展開。その中で音楽隊(創価グロリア吹奏楽団、しなの合唱団、創価ルネサンスバンガード等)は「希望の絆」コンサートを開催し、仮設住宅の集会場などで合唱や吹奏楽、マーチングなどの演奏会を開催している。なお、のちに「希望の絆」コンサートは、熊本地震 や西日本豪雨などの被災地でも開催されるようになった。
2015年（平成27年）3月に宮城県仙台市で開幕された国連防災世界会議と、2016年（平成28年）5月にトルコ・イスタンブールで開催された世界人道サミット(en)では、一連の復興支援活動を報告している。
2018年9月28日、インドネシア中部スラウェシ島を震源とするマグニチュード7.5の地震が起こり、津波が発生。多数の死傷者を出した。
この災害に対し、創価学会は被災者を支援するための「インドネシアスラウェシ島地震災害救援金」へ支援した。
2022年3月24日、ウクライナ情勢の深刻化を受けた緊急人道支援として、国連世界食糧計画（国連WFP）に対して寄付の寄託式を行った。
また、2025年1月8日にもパレスチナ自治区ガザ地区への緊急人道支援の一環として、寄付金を送ることを決定。都内の国連世界食糧計画（WFP）の事務所を訪れ、国連WFP日本事務所の津村代表、国連WFP協会の青木事務局長に目録を手渡した。
2024年1月1日に発生した「令和6年能登半島地震」に際して、同日、原田稔会長を本部長とする「災害対策本部」が設置された。石川、富山、新潟、長野にも「災害対策本部」が設置され、それぞれ連携を取りながら被災状況の把握に当たり、救援物資を全国から運搬した。食料や水、日用品・衛生用品などが運び込まれた。1日には石川と富山の7会館で合わせて約300人の被災者を受け入れた。
宗教学者の寺田喜朗は、東日本大震災における、福島県浜通りの創価学会がどのようなサポートを提供してきたのかを検証した。「創価学会の支援活動のもっとも大きな特質は経済的・物質的な支援以上に、被災者へ積極的に生きる意味を提供し続けている点にあると考えている。」とした。また、「不条理な現実を受け止め、苦難・困難を試練と捉え返し、「人生に勝利する」ことを鼓舞するコミュニティとして創価学会は機能している。」とした。

### 難民支援活動
諸外国での大規模災害や紛争の発生時に、各国大使館や国連難民高等弁務官事務所（UNHCR）への寄付を行っている。また、創価学会平和委員会主催で、難民映画上映会や講演会などの啓発活動も定期的に実施している。
国連UNHCR協会特別顧問の滝澤三郎は、こうした長期的な創価学会の支援に対し「創価学会会員の世界平和にかける熱意と国連への関心や支援意欲の高さが、印象的だった」としている。

### 国際連合NGO（非政府組織）としての活動
創価学会は、国際連合広報局登録NGO（非政府組織）である。SGI（創価学会インタナショナル）は1983年（昭和58年）に、国際連合経済社会理事会との諮問資格を持つNGOとして登録された。
1992年(平成4年)には、創価学会青年部は国際連合支援活動の一環として、国際連合カンボジア暫定統治機構（UNTAC）に協力し、カンボジア・ラジオ支援キャンペーン「ボイス・エイド」を展開した。内戦後初の総選挙を翌春に控えていたカンボジアでは、識字率が低く母国語の読み書きができない国民が多いため、「政見放送を聴くために中古のラジオを贈って欲しい」との、明石康UNTAC事務総長特別代表（当時、元国連事務次長）の訴えに応える形となった。創価学会は全国から集めた約28万台の中古ラジオを寄贈した。贈られたラジオが投票率の向上につながり、総選挙の投票率は約90％に及んだ。この取り組みに対して、明石は「カンボジアの民主主義の達成に、大きく寄与した」、「国連の歴史の中でも特筆すべきもの」と述べている。
SGIニューヨーク国連連絡所は、2009年（平成21年）に、国連の「軍縮・平和・安全保障NGO委員会」において議長を務めた。SGIジュネーブ国連連絡所は、特に人権教育のテーマで活動を展開。2005年（平成17年）からスタートした国連の「人権教育のための世界プログラム」は、コスタリカ政府とSGIが中核となって実現している。
核兵器廃絶を目指す取り組みは、戸田第2代会長の原水爆禁止宣言以来、創価学会における平和運動の主軸とされている。これまで、広島県や長崎県での意識調査や、被爆者や専門家の講演会などが定期的に行われている。
核兵器廃絶国際キャンペーン（ICAN）の国際運営委員でNGOピースボート共同代表の川崎哲は、SGIがICANにとって創設時からの「中心的なパートナー」であり「核兵器廃絶に向けて大きな貢献をしている」と述べている。
2024年5月10日午前（現地時間）、創価学会の原田会長が、バチカン市国のアポストリコ宮殿でローマ・カトリック教会のフランシスコ教皇と会見した。
原田会長は、創価学会が半世紀以上にわたり核兵器廃絶に取り組んでおり、SGIとICANがパートナー関係にあること、23年に核兵器の先制不使用について提言を発表したことを紹介。
対してフランシスコ教皇は、核兵器を批判するとともに、創価学会の取り組みについて「素晴らしい。私も同意します」と語った 。
SGIは、キリスト教、イスラム教、仏教など189の団体からなる「核兵器を憂慮する信仰者のコミュニティー」に参加しており、核兵器廃絶に関する共同声明を発表している。2022年6月の核兵器禁止条約・第1回締約国会議や2022年8月のNPT再検討会議にもSGIの代表団が出席し、関連行事を開催。共同声明を発表した。
創価学会青年部は、半世紀前から、第二次世界大戦体験者への聞き取り調査を行い、証言集などを定期的に出版している。沖縄国際大学の石原昌家名誉教授は、こうした取り組みについて、「ひたすら『戦争の悲惨さ』を追求しつつ、着実に『平和運動』を展開している」としている。
特に、被爆地である広島・長崎では、「被爆体験を聞く会」を開催し、「学生平和意識調査」も定期的に実施している。広島平和記念資料館の滝川卓男館長は「確実に核兵器のない世界の実現に向けた大きな推進力」と述べている。

### 図書贈呈運動
創価学会の図書贈呈運動は、へき地や離島をはじめ教育環境に恵まれていない地域や、震災や台風など自然災害の被害を受けた地域の子どもたちに書籍を贈呈するものである。1974年（昭和49年）にスタートした。2011年（平成23年）発生の東日本大震災以降は特に、被災地の学校への寄贈が重点的に行われている。

### 法華経の原典資料保全・研究活動
法華経の原典研究に寄与する「法華経写本シリーズ」の出版活動を、公益財団法人・東洋哲学研究所と協力して推進している。各国に保存されてきた貴重な法華経写本を鮮明なカラー写真で撮影した「写真版」と、写本の“読み”をローマ字化した「ローマ字版」を公刊し、世界の研究者に広く提供して『法華経』を中心とした初期大乗仏教の研究に貢献するためのもの。2016年（平成28年）頭時点で16点が刊行され、「インド国立公文書館所蔵ギルギット法華経写本：写真版」「ロシア科学アカデミー東洋古文書研究所所蔵梵文法華経写本：写真版」などが含まれる。

### 教育関連の活動
創価学会教育本部（教育関係の職業に従事する創価学会員）では、1984年から教育技術の向上を目的として、それぞれの教育現場での挑戦を記録する「教育実践記録運動」を実施。また、その共有の場として「人間教育実践報告大会」が開催されている。

### 展示活動
創価学会では、諸団体と連携しての展示会が定期的に開催されている。「希望と行動の種子―SDGs（持続可能な開発目標）の実現のために」展 、「核兵器なき世界への連帯――勇気と希望の選択」展、「わたしと宇宙展 ―奇跡の地球に生きる―」 、「勇気の証言―ホロコースト展　アンネ・フランクと杉原千畝の選択」などが挙げられる。日本国内だけでなく、海外各地で開催されるケースもある。2022年には、身近な食をテーマに命のつながりを考える「ごはんといのちのストーリー展」を企画・作成した。3月に鳥取で開催され、国内を巡回している。

### SDGsのための活動
創価学会およびSGIは、SDGs（持続可能な開発目標）の普及や目標達成に向けて取り組みも行い、SDGs市民社会ネットワークの参加団体として登録されている。
例えば、展示活動においては、2021年のCOP26（第26回気候変動枠組条約締約国会議）に合わせ、会議の開催地であるイギリス・グラスゴー市内で、環境展示「希望と行動の種子」展（地球憲章インタナショナルと共同）を開催した。2023年6月には、ブラジル・アマゾン創価研究所は、地球憲章インタナショナルと提携協定を結んでいる。  また、ITTO（国際熱帯木材機関）と連携して、アフリカ・トーゴの森林再生にも携わっている。また、創価学会平和委員会では「SDGsオンラインシネマシリーズ」と題した連続映画上映会を開催している。参加者の意識啓発とともに、持続可能な社会を目指してアクションを起こせるよう継続的に実施している。上映会に加えて、関連団体の代表や学識者とのトークセッションが行われる場合もある。これまでに、「多文化共生」「AI」「難民」「核兵器」をテーマにした映画を取り上げている。
２０２４年３月、核兵器廃絶と気候危機の問題解決に向け、若者の行動を促すイベント「未来アクションフェス」が国立競技場で開催。６万６０００人が参加した。ＳＧＩユースが実行委員として参画した。

### 音楽活動
創価学会では、吹奏楽団や合唱団など全国で100を超える音楽団体が存在する。
- 富士鼓笛隊

富士鼓笛隊は1956年(昭和31年)、池田第3代会長の発案により結成された。結成当時は33名からのスタートだったが、現在は、全国ならびに海外26カ国・地域にメンバーがいる。「太陽のように明るく 月光の如く清らかな鼓笛隊たれ」との指針を掲げて活動している。
【主な出演歴】
銀座ゴールデンパレード、よこはまみなと祭りパレード、セイジオザワ松本フェスティバル。
【主な受賞歴】
創価グランエスペランサ　一般社団法人日本マーチングバンド協会 第3回カラーガード・マーチングパーカッション全国大会〈カラーガード部門〉金賞、JapanCup マーチングバンド・バトントワリング全国大会 2017年カラーガード部門優勝。
創価中部ブリリアンス・オブ・ピース　バトントワーリング全国大会 第47回バトントワーリング全国大会金賞。
- 創価ルネサンスバンガード

創価ルネサンスバンガードは創価学会音楽隊のマーチングバンドであり、大学生および社会人で構成される。1980年に 「東京ビューグルバンド（創価学会富士吹奏楽団）」としてスタートし、1994年に現在の名称に改めた。演奏技術の向上に加え、人格の向上を掲げ、「社会で、地域での『先駆者（バンガード）』」をモットーとしている。
【主な出演歴】
第68回国民体育大会（東京国体）開会式、「ライスボール」ハーフタイムショー、日韓交流おまつり2015 in Seoul。
【主な受賞歴】
マーチングバンド全国大会「一般の部」内閣総理大臣賞、「ジャパンカップ　マーチングバンド・バトントワリング全国大会」のシニアドラムコー部門優勝。
- 創価グロリア吹奏楽団

創価グロリア吹奏楽団は1963年に創価学会音楽隊の中央楽団として、「音楽隊第一吹奏楽団」の名称で発足され、1980年に「創価学会東京吹奏楽団」と改称。1997年11月1日に、「創価グロリア吹奏楽団」と改称した。楽団員は、首都圏に在住する青年メンバーで構成されている。
【主な出演歴】
第十二回 銀座柳まつり、東日本大震災の被災地支援の活動としてコンサートなど開催。
【主な受賞歴】
全日本吹奏楽コンクール（主催：全日本吹奏楽連盟・朝日新聞社）全国大会において2023年に通算16度目の金賞を受賞。

## 最高幹部

### 主要役員
（2024年11月18日時点）
- 名誉会長：空席
- 会長：原田稔（創価学会インタナショナル（SGI）会長代行兼任）
- 理事長（宗教法人代表役員）：長谷川重夫（SGI副理事長兼任）
- 主任副会長：山本武（総務会議長・九州総主事兼任）、池田博正（SGI副理事長兼任）、谷川佳樹（壮年部長・事務総長・SGI理事長兼任）[SG 11]、金澤敏雄（総東京総合長）、萩本直樹（総東京長・中央社会協議会議長・聖教新聞社代表理事兼任）、石嶋謙二（事務センター長）
  - 歴代の会長、主任副会長、副会長、理事長、副理事長の職に女性が就任した事は無いが、最高指導会議の議員に就任した柏原ヤスの例がある。

### 各部部長
（2025年1月11日時点）
- 壮年部長：谷川佳樹（主任副会長・SGI理事長兼任）[SG 11][SG 12]
- 女性部長：那須昌美[SG 13]
  - 池田華陽会委員長∶田久保華菜
- 青年部長：西方光雄
- 男子部長：梁島英明

### 名誉会長・歴代会長
2017年（平成29年）11月18日施行の創価学会会憲第3条で、歴代会長の中でも初代・牧口常三郎、第2代・戸田城聖、第3代・池田大作のいわゆる「三代会長」は「広宣流布実現への死身弘法の体現者であり、この会の広宣流布の永遠の師匠である。」と定められ、同条2項で「『三代会長』の敬称は、『先生』とする。」と定められている。ただし、個人崇拝のようにして三代の会長個人を本仏である日蓮と同等またはそれ以上に崇め奉ることは認められていない。
池田は、戸田城聖の二十三回忌にあたる1980年4月2日付聖教新聞の紙上で、昭和52年（1977年）の一連の指導の中には「たしかに創価学会中心主義的な独善性」があり、広宣流布のためとはいえ、「宗門に対し、主客転倒の風潮を生んだ」などと反省を示した。その上で、会合等で常日頃より自身を「凡夫」と述べていた通り、組織の指導者たる歴代の会長と本仏は別であり、よって神格化してはならず、池田個人に対する絶対視もあってはならないと語っている。
また、会長の任期は創立以来終身制とする慣例だったが、池田の会長辞任に合わせて制定された創価学会会則で「1期5年で再任を妨げず、会長が任期途中で辞任、または死亡によって欠けた場合、後任者は前任者の残存任期を引き継がない」と規定された。
なお、会長任期は2015年（平成27年）の会則改正（2021年11月18日再改正）で「1期4年」に変更された。

### 歴代会長・名誉会長の一覧
| No.                         | 指導者            | 指導者                       | 就任日            | 退任日            | 備考 |
| 会長（1930年 - ）           | 会長（1930年 - ） | 会長（1930年 - ）            | 会長（1930年 - ） | 会長（1930年 - ） | 会長（1930年 - ）                                                                                              |
| --------------------------- | ----------------- | ---------------------------- | ----------------- | ----------------- | --- |
| 1                           |                   | 牧口常三郎 (1871年 – 1944年) | 1930年11月18日    | 1944年11月18日    | 創立時の団体名称は「創価教育学会」。 在任中に死去。                                                            |
| -                           | (空席)            | (空席)                       | 1944年11月18日    | 1951年5月3日      | 1946年3月に戸田城聖によって現在の「創価学会」に改称。                                                          |
| 2                           |                   | 戸田城聖 (1900年 – 1958年)   | 1951年5月3日      | 1958年4月2日      | 在任中に死去。                                                                                                 |
| -                           | (空席)            | (空席)                       | 1958年4月2日      | 1960年5月3日      | 理事長の小泉隆が会長職務を代行 1958年6月30日に「総務」に池田大作が任命され、これ以降は実質的に池田が全権を掌握 |
| 3                           |                   | 池田大作 (1928年 – 2023年)   | 1960年5月3日      | 1979年4月24日     | 在任中に辞任、名誉会長に昇格。                                                                                 |
| 4                           |                   | 北条浩 (1923年 – 1981年)     | 1979年4月24日     | 1981年7月18日     | 池田会長の辞任に伴い、昇格。 在任中に死去                                                                      |
| 5                           |                   | 秋谷栄之助 (1930年 – )       | 1981年7月18日     | 2006年11月9日     | 北条会長の死去に伴い、昇格。 任期途中で辞任。                                                                  |
| 6                           |                   | 原田稔 (1941年 – )           | 2006年11月9日     | （現職）          | 秋谷会長の辞任に伴い、昇格。                                                                                   |
| 名誉会長（1979年 - 2023年） |                   |                              |                   |                   | |
| 1                           |                   | 池田大作 (1928年 – 2023年)   | 1979年4月24日     | 2023年11月15日    | 会長辞任に伴い、昇格。 在任中に死去。                                                                          |

歴代会長の中で名誉会長に在任したのは池田のみだったが、2023年11月15日に池田が死去したため、存命中の名誉会長はいない。

## 組織

### 組織体制
創価学会では年齢や居住地、職業分野などで会員管理を行っている。
各世帯ごとに作成された「会員カード」によって会員や家族の移動などを把握する。

#### 年齢別組織（2023年1月1日現在）

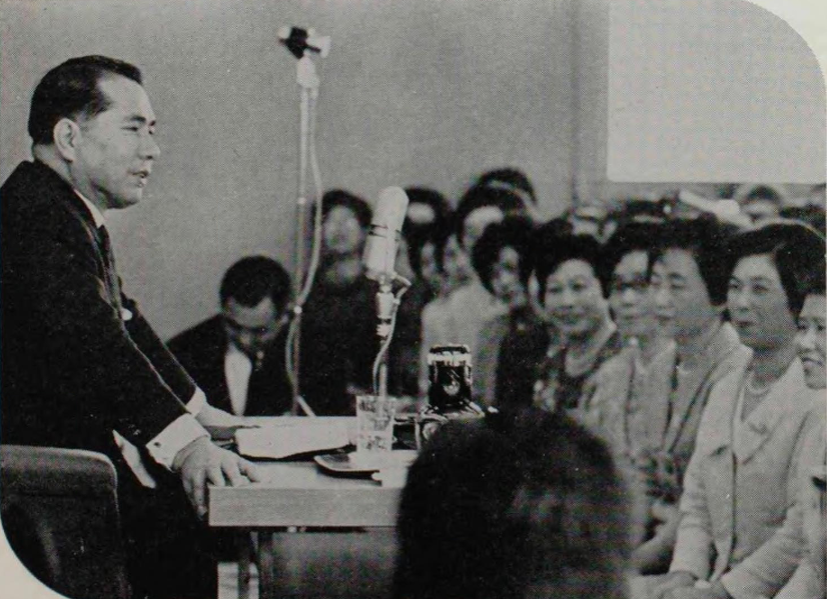
婦人部（現・女性部）と池田大作。岐阜市にて。

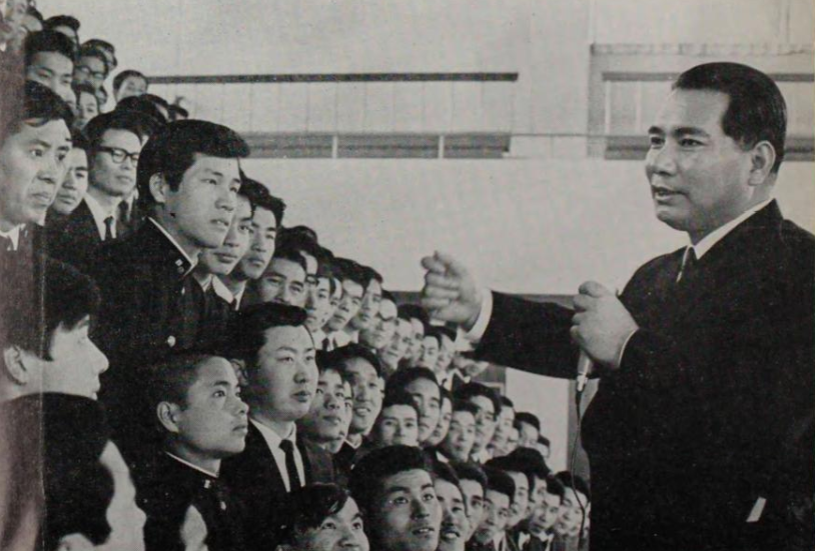
学生部と池田大作。群馬県高崎市にて。

- 多宝会（） - 65歳以上の男女が所属。東京では「宝寿会」、関西では「錦宝会」と呼ばれる。
- 壮年部（） - 基本は40歳以上の男性が所属。王城会は、無償奉仕で会館警備を行う人材グループである。
- 男子部（） - 未来部・学生部以外の18歳以上から40歳未満の男性が所属。人材育成グループとして創価班、金城会、牙城会、文化班、サテライトグループ、設営グループ、鉄人会（関西のみ）、栄光会、創翔会、音楽隊などがある。
- 女性部（） - 未来部・学生部以外の18歳以上の女性が所属。2021年5月3日付けで婦人部の名称を変更し、同年11月18日の創立記念日に合わせて女子部と統合した[注 1][SG 15]。人材グループとして香城会、白蓮グループ、白樺会・白樺グループ（看護師のグループ）などがある。
- 学生部（） - 男子の大学（院）生・専門学校生で構成。人材グループ「21世紀伸一会」もこの中のひとつ。
- 女子学生部（） - 女子の大学（院）生・短大生・専門学生で構成。ただし学生結婚した場合は女性部員となる（女子高等部も同様）。
- 未来部（） - 18歳以下を対象とした組織。少年少女部（小学生）、中等部（男子・女子）、高等部（男子・女子）がある。

#### 地域別
上から、中央（学会本部） - 方面 - (小)総県 - (分)県 - 圏（地域によっては無し） - 本部 - 支部- 地区 - ブロック となる。
「方面」は以下の14に区分されているが、一般的な地方の区分けと一部異なる。このうち、東京、第2総東京、関東、東海道は同会における「首都圏」とされる（法律上の首都圏に静岡県が加わる）。
- 北海道
- 東北（青森県・岩手県・秋田県・山形県・宮城県・福島県）
- 東京（東京都23区、島しょ部）
- 第2総東京（東京都多摩地域・山梨県）
- 関東（千葉県・埼玉県・茨城県・栃木県・群馬県）
- 東海道（神奈川県・静岡県）
- 信越（新潟県・長野県）
- 中部（愛知県・岐阜県・三重県）
- 北陸（富山県・石川県）
- 関西（福井県・滋賀県・京都府・大阪府・兵庫県・奈良県・和歌山県）
- 中国（広島県・岡山県・山口県・島根県・鳥取県）
- 四国（香川県・高知県・愛媛県・徳島県）
- 九州（福岡県・佐賀県・長崎県・大分県・熊本県・宮崎県・鹿児島県）
- 沖縄（沖縄県）

#### 分野別組織
芸術部、文芸部、ドクター部、白樺会・白樺グループ、妙護会、教育部・学校教育部、幼児・家庭教育部、社会教育・教育相談部、国際本部 通訳・翻訳部、国際ボランティア部、国際交流部、在日外国人部、社会本部、社会部専門部、地域本部、農漁光部、勝利島部・桂冠会・華冠会・星辰会・幸福城部（旧・団地部）など。

## 所有する施設

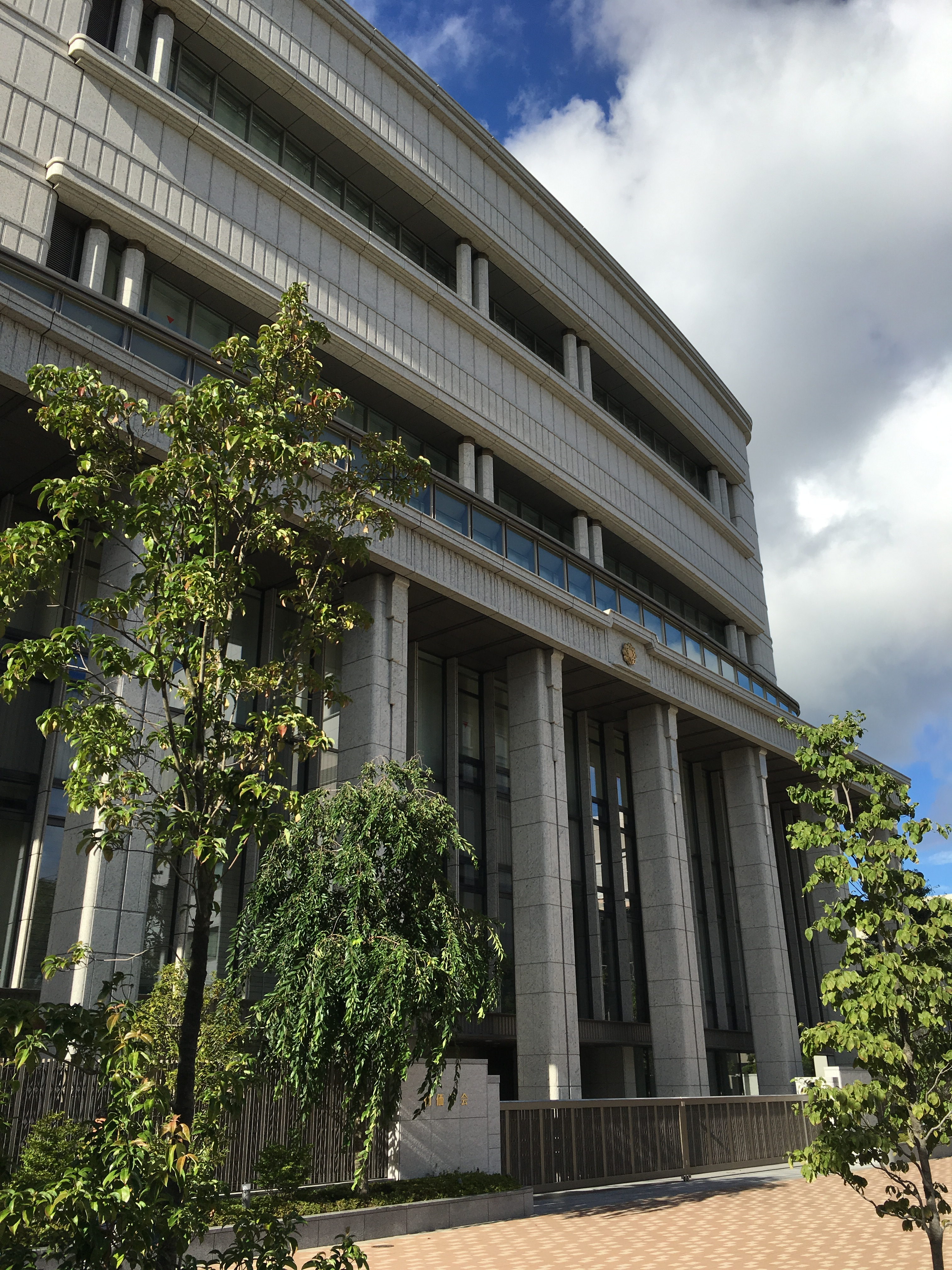
広宣流布大誓堂

### 保有する不動産資産
創価学会の施設は全国に約1,200箇所存在する。宗教学者島田裕巳は「本部がある新宿区信濃町の施設の不動産合計は地価約479億2412万9千円」と試算している。

### 創価学会総本部
- 広宣流布大誓堂
- 創価文化センター
- 本部別館
- 本部第2別館
- 創価世界女性会館
- 戸田記念国際会館
- 創価池田華陽会館（旧・創価女子会館）[注 2]
- 信濃平和会館
- 世界青年会館
- 信濃文化会館
- 創価学会総合案内センター
- 創価学会世界聖教会館（聖教新聞社本社屋）[SG 18][SG 19][SG 20][SG 21]
- 創価宝光会館[SG 22]

### 日本の方面中心会館
- 北海道　北海道文化会館（北海道札幌市厚別区）
- 東北　　東北文化会館（宮城県仙台市宮城野区）
- 関東　埼玉文化会館（埼玉県さいたま市桜区）
- 東海道　神奈川文化会館（神奈川県横浜市中区）
- 中部　　中部池田記念会館（愛知県名古屋市西区）
- 信越　　新潟池田文化会館（新潟県新潟市中央区）
- 北陸　　石川文化会館（石川県金沢市）
- 関西　　関西池田記念会館（大阪府大阪市天王寺区）
- 中国　　広島池田平和記念会館（広島県広島市東区）
- 四国　　四国池田文化会館（香川県高松市）
- 九州　　九州池田講堂（福岡県福岡市東区）
- 沖縄　　沖縄国際平和会館（沖縄県那覇市）[SG 23]

### 関連する企業、団体

#### 企業
- 潮出版社
- 第三文明社
- シナノ企画
- 聖教新聞社
- 公明新聞
- 鳳書院（書店）
- 東西哲学書院（書店、飲食、グッズ販売）
- 東弘（広告代理店）
- さくらサービス（DM、包装）
- 日本図書輸送（輸送）
- ニット保険（保険代理店）
- 富士白蓮社（葬儀）https://byakurensya.jp/
- 信濃建物総合管理（施設管理）
- 日光警備保障（警備）
- 創造社（建築設計）

#### 団体
- 宗教
  - 創価学会インタナショナル（SGI）
- 政党
  - 公明党

学園旗

- 教育機関：幼稚園から大学院までの一貫教育システムがある。また、日本国外にも関連の教育機関がある。
  - ただし、創価学会の非会員でも入学・在籍・卒業が可能で、児童・生徒・学生への待遇面などでも創価学会会員・非会員の区別は一切ない。
  - 学校法人創価学園
    - 創価中学校・高等学校
    - 関西創価中学校・高等学校
    - 東京創価小学校
    - 関西創価小学校
    - 札幌創価幼稚園

  - 学校法人創価大学
    - 創価大学
    - 創価女子短期大学
    - アメリカ創価大学（Soka University of America）
- 芸能、芸術
  - 民主音楽協会：世界各国の音楽をはじめとする舞台芸術の公演の紹介や音楽文化交流を行う。
  - 富士美術館（2008年閉館）
  - 東京富士美術館
- 研究機関
  - 東洋哲学研究所：東洋思想、仏教の学問的研究を行う。

## 沿革

### 前史
- 1928年（昭和3年）
  - 東京市立白金尋常小学校（現・港区立白金小学校）校長だった牧口常三郎が「日蓮正宗」に入信[SG 24]。ほぼ同時期に戸田甚一（後の戸田城聖）も入信[SG 25]。

### 1930年代
- 1930年（昭和5年）
  - 11月18日 - 牧口の『創価教育学体系』第1巻が発行される。戸田は「戸田城外」を名乗る。創価学会ではこの日を創立記念日としている。また、「創価教育学支援会」も結成された[113]。
- 1937年（昭和12年）
  - 12月 - 「創価教育学会」発会式[114]。
- 1939年（昭和14年）
  - 12月 - 「創価教育学会」第1回総会。

### 1940年代
- 1940年（昭和15年）
  - 5月 - 金融業「日本商手」を設立、創価教育学会事務所を現在の東京都千代田区神田錦町に置かれた同社内に移転。
  - 10月 - 東京・九段下の軍人会館（現・「九段会館」）において「創価教育学会」第2回総会。
- 1941年（昭和16年）
  - 7月 - 機関紙「価値創造」創刊
  - 11月 - 創価教育学会第3回総会。
- 1942年（昭和17年）
  - 11月 - 東京・一ツ橋の日本教育会館において「創価教育学会」第5回総会。支部の数が東京に16、地方に12となる[7]。
- 1943年（昭和18年）
  - 5月 - 創価教育学会第6回総会。直後に神社神道を批判したことで機関誌『新教』が廃刊命令を受ける。
  - 7月 - 「治安維持法」違反並びに「不敬罪」の容疑で牧口、戸田の他、21名の幹部が逮捕される。
- 1944年（昭和19年）
  - 11月18日 - 牧口が東京拘置所内で死去。
- 1945年（昭和20年）
  - 7月 - 戸田、東京都中野区にあった豊多摩刑務所（現・月形刑務所）から出獄。
  - 9月 - 東京都千代田区西神田にビルを取得。創価教育学会本部を再建。
- 1946年（昭和21年）
  - 3月 - 「創価教育学会」を「創価学会」に改称し、布教活動を進める。
  - 11月17日 - 牧口の三回忌法要および「創価学会」第1回総会を開催。戸田が理事長に就任。
- 1947年（昭和22年）
  - 8月14日 – 戸田が出席した座談会に池田大作が参加[SG 26]。
  - 8月24日 – 池田が創価学会に入会[SG 26]。
- 1949年（昭和24年）
  - 7月 - 機関誌『大白蓮華』創刊。

### 1950年代
- 1951年（昭和26年）

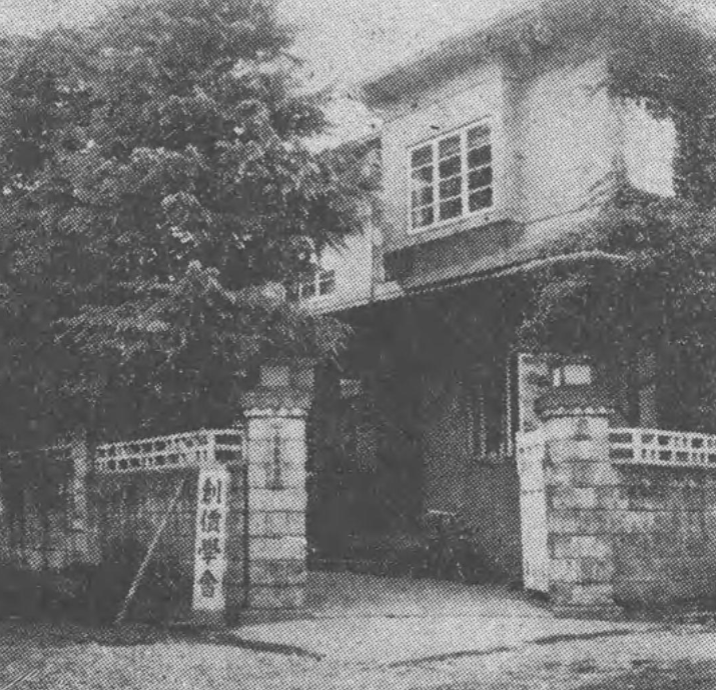
信濃町の本部（1957年）

  - 4月20日 - 機関紙『聖教新聞』創刊[注 3]。
  - 5月3日 - 戸田が「創価学会」会長に就任。小泉隆が理事長に就任。戸田は就任演説において、自らが生きている間に75万世帯を折伏することを目標に掲げる[115]。
  - 7月11日 - 男子部結成。
  - 7月19日 - 女子部（現・女性部）結成[116]。
  - 11月
    - 4日 - 第6回総会にて戸田は「学会精神と目的」について「弘安2年10月12日図顕の一閻浮提総与御本尊の日本流布、東洋広布、日蓮正宗宗門の顕揚」の3ヶ条遂行を大誓願とする旨発表[SG 27]。
    - 18日 - 『折伏教典』を発刊[114]。

  - 12月18日 - 戸田が宗務院の命により登山し、「宗教法人創価学会」設立に際して、宗門から要望のあった3ヶ条の遵守を約束[SG 28][SG 29][注 4]。

- 1952年（昭和27年）
  - 4月 - 「狸祭り事件」[7]。
  - 4月28日 - 『新編日蓮大聖人御書全集』（通称・御書全集、御書）を発刊[SG 30]。
  - 8月27日 - 東京都知事より宗教法人の認証を取得。
  - 11月 - 『御書十大部講義』を発刊[114]。
  - 12月 - 教学部の任用試験を開始[7]。
  - 12月20日 - 東京都新宿区信濃町25番地に新本部を建設する計画を聖教新聞紙上で発表するも後に建設用地を売却[注 5]。
  - 年末 - 男子部の人材育成グループ「水滸会」を発足[117]。
- 1953年（昭和28年）
  - 9月20日 - 東京都新宿区信濃町32番地にあった洋館を改築して新本部とする計画を聖教新聞紙上で発表する[SG 31]。
  - 10月 - 東京都新宿区信濃町に本部が完成[118]。
  - 11月 - 本部を信濃町に移転[7]。
- 1954年（昭和29年）
  - 3月 - 参謀室設置
  - 10月 - 大石寺に青年部1万人が登山し、出陣式[7]。
  - 11月 - 文化部設置
  - 12月 - 渉外部設置。部長には池田が任命。
- 1955年（昭和30年）
  - 3月 - 北海道小樽市において、日蓮宗と創価学会との法論が行われる。
  - 4月 - 政界進出を目指し、第3回統一地方選挙に文化部員を出馬[115]。当時はまだ政党組織がなかったため、無所属で創価学会が推薦するという形を取った。
- 1956年（昭和31年）
  - 1月 - 戸田が宗門64世法主水谷日昇の隠退表明を拝して「先代牧口先生当時から学会は猊座の事には一切関知せぬ大精神で通して来たし、今後もこの精神で一貫する。これを破る者はたとえ大幹部といえども即座に除名する」との談話を発表[SG 32]。同日の寸鉄では「（創価学会は日蓮正宗の）法主を宗祖大聖人としておつかえ申上げる、どなたが法主様でも一貫不変、これ信者の大精神。」と評した[SG 33]。
  - 7月 - 第4回参議院議員通常選挙に6名の候補者を擁立。大阪支部長の白木義一郎ら3名が当選。
  - 12月 - 法務省刑事局は「その信条に基づく行動に暴力的な動向が顕著」「多数の青年行動隊を軍隊の組織区分に準じて編成し、この折伏の実践に当たらせている」として創価学会を新興右翼団体と認定した[119]（後に認定解除）
- 1957年（昭和32年）
  - 4月 - 参議院大阪府選挙区の補欠選挙で一部の会員が選挙違反を起こす。会員の供述から小泉理事長、池田渉外部長ら合わせて47人が逮捕される。裁判で実行犯とされた末端会員らが有罪判決を受ける中、首謀者とされた池田・小泉は無罪判決を受ける。
  - 6月30日 - 学生部結成[120]。
  - 9月 - 横浜市・三ツ沢グラウンドで戸田が「原水爆禁止宣言」を発表。
  - 12月 - 本部幹部会で75万世帯の折伏達成を発表。また、戸田会長は欠席したものの、「永遠の三指針」を発表[SG 34][注 6]。
- 1958年（昭和33年）
  - 3月 - 日蓮正宗の総本山大石寺の大講堂が完成。学会では「大講堂落慶記念総登山」と呼んだ。延べ20万人余の会員が参加。
  - 3月16日 - 「広宣流布の模擬試験」が大石寺大講堂で行われ、青年部員6,000人が参加、戸田が広宣流布の一切の後事を青年部全体に託した[SG 35]。
  - 4月 - 1日に戸田が体調を崩し駿河台日本大学病院に緊急入院[SG 36]。2日に死去[SG 37]。
  - 5月 - 戸田の四十九日法要を機に開かれた臨時幹部会において戸田の七回忌まで後継者となる新会長を立てないことを決定、戸田幾、細井日達立会いの下、池田、石田、和泉、柏原らが誓約書に署名[SG 38]。
  - 6月30日 – 本部幹部会で「総務」ポストの新設が発表され、池田が就任。
- 1959年（昭和34年）
  - 6月 - 池田が青年部参謀室長を辞任し、総務職に専念。

### 1960年代
- 1960年（昭和35年）
  - 5月3日 - 戸田の没後2年（三回忌）を経て、池田大作が創価学会第3代会長に就任。原島宏治が理事長に就任。
  - 7月 - 創価学会海外本部を設置[SG 39]。
- 1961年（昭和36年）
  - 11月27日 - 「公明政治連盟」（後の公明党）を発足。
  - 大石寺大客殿の寄進として32億円を集める[121]。
- 1962年（昭和37年）
  - 1月25日 - 大阪事件で起訴されていた小泉と池田が無罪判決を受ける。
- 1963年（昭和38年）
  - 10月 - 「民主音楽協会」を設立。
- 1964年（昭和39年）
  - 5月3日 - 池田が政党の創設と衆議院への進出を表明[122]。
  - 6月30日 - 第7回学生部総会にて、池田が「創価大学設立構想」を発表[SG 40]。
  - 11月17日 - 「公明政治連盟」を改組して政党、「公明党」を結成。結党宣言で、日蓮の『立正安国論』を引用し、「『王仏冥合』・『仏法民主主義』を基本理念とする」旨を謳う。
  - 12月9日 - 理事長の原島宏治が死去。和泉覚が後任理事長に就任。
- 1965年（昭和40年）
  - 7月 - 『聖教新聞』が日刊化。
  - 10月9日〜12日 - 正本堂建立のため4日間の供養が行われ355億円が集まる。
- 1968年（昭和43年）
  - 年間行事として本部総会（5月）、男子部総会（11月）、女子部総会（11月）、学生部総会（7月）、夏期講習会（8月）などが開催[123]
  - 4月1日 -「創価学園」設立。
  - 7月 - 参議院選挙で不正投票を行ったとして学会員34人が検挙される[124]。
- 1969年（昭和44年）
  - 12月2日 - 言論出版妨害事件が表面化。

### 1970年代
- 1970年（昭和45年）
  - 1月 - 総務会の決定で副会長職を設置。秋谷栄之助、北条浩、森田一哉の3人が就任[125]。同時に公明党中央執行委員長、書記長が学会職務を離れることも決定。
  - 5月3日 - 池田が「言論出版妨害事件」について公式に謝罪。創価学会と公明党を組織的に分離することなど組織改革を表明し、即日実行。

日本共産党委員長宮本顕治の自宅の電話に盗聴器を仕掛ける。
- 1971年（昭和46年）
  - 4月2日 - 「創価大学」開学（学部・学科の沿革は創価大学を参照）。
- 1972年（昭和47年）
  - 5月5日 - 池田、アーノルド・J・トインビーと最初の対談を行う[126]。
  - 10月 - 正本堂完成。大石寺 正本堂
- 1973年（昭和48年）

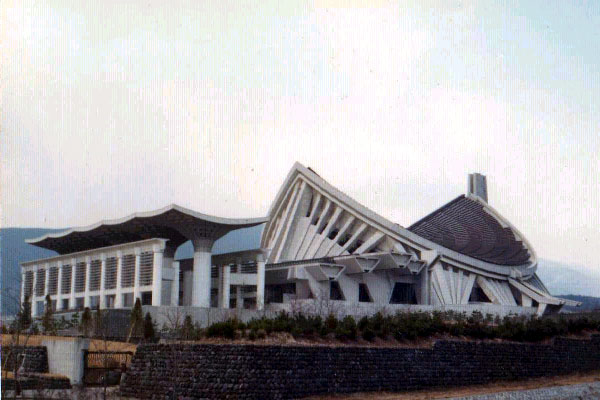
大石寺 正本堂

  - 5月3日 - 静岡県富士宮市・大石寺境内地に富士美術館が開館。
- 1974年（昭和49年）
  - 10月 - 妙信講（現在の冨士大石寺顕正会）男子部約70名が創価学会本部（創価文化会館）を襲撃し、創価学会の会館警備をしていた牙城会メンバーと乱闘騒ぎを起こす。
  - 12月5日 - 中国訪問中の池田が中国国務院総理の周恩来と会見。
  - 12月 - 日本共産党との間で、向こう10年間の「相互不干渉」、「共存」をうたった「創共協定」を締結[127]。
- 1975年（昭和50年）
  - 1月 - グアム島において、創価学会の海外組織である「創価学会インタナショナル」（SGI）が設立される。池田が会長に就任。
- 1976年（昭和51年）
月刊誌『月刊ペン』（1976年3月号・4月号）に中傷記事を掲載した同紙編集長隈部大蔵を名誉毀損罪容疑で刑事告訴。
- 1977年（昭和52年）
  - 1月 - 池田が第9回教学部大会における「仏教史観を語る」と題する講演で「出家も在家も同格」と発言。反学会派僧侶からの批判が強まる
  - 5月 - 民社党中央執行委員長春日一幸から公明党中央執行委員長竹入義勝宛に国会で池田の豪華専用施設等について調査し、質問する旨を知らせる手紙が届く[118]。
  - 7月 - 池田が大石寺への参詣を一時的に禁止される[128]。
- 1978年（昭和53年）
  - 6月 - 『聖教新聞』紙上で「教学上の基本問題について」と題し、教義逸脱を是正することを表明。
  - 11月 - 創立48周年記念登山代表幹部会に幹部、全国の教師2,000人らが大石寺に出向く。創価学会が宗門の許可を得ないまま、本部常住御本尊など8体を模刻して会員に礼拝させていたとされる件について、学会側は「不用意に御本尊8体を模刻してしまい、行き過ぎの点があった」として謝罪。本部常住御本尊以外の御本尊7体を大石寺に納めることで事態の解決を図った[SG 41]。
- 1979年（昭和54年）
  - 4月24日 - 池田が会長職を辞任し、名誉会長に就任。理事長だった北条が第4代会長に就任。理事長には森田が就いた。創価学会会則の制定により会長の任期を終身から5年に変更。
  - 4月26日 - 池田が法華講総講頭を辞任。他の法華講と同様に日蓮正宗の監督を受けることを約束する。日達は池田を法華講名誉総講頭に任ずる。
  - 5月3日 - 日達が創価学会第40回本部総会において問題の収束を宣言。ここに第一次宗創問題が終結する。
  - 7月22日 - 日達が遷化（死去）（77歳没）。
  - 8月6日 - 阿部日顕が宗門第67世法主に登座し、御座替りの儀式、および御盃の儀を行う[SG 42]。

### 1980年代
- 1980年（昭和55年）
  - 7月4日 - 反学会急進派の僧侶、当時は学会に融和的とされた日顕を批判し独立、正信会を結成。
  - 10月 - 静岡県富士宮市に「富士桜自然墓地公園」が完成[127]。
- 1981年（昭和56年）
  - 7月18日 - 北条が死去。副会長だった秋谷が第5代会長に就任。以後、2006年（平成18年）に辞任するまで秋谷は6選を果たす。
- 1983年（昭和58年）
  - 1月 - 『創価新報』創刊。
  - 11月 - 東京富士美術館（東京都八王子市）が開館。東京富士美術館
- 1984年（昭和59年）

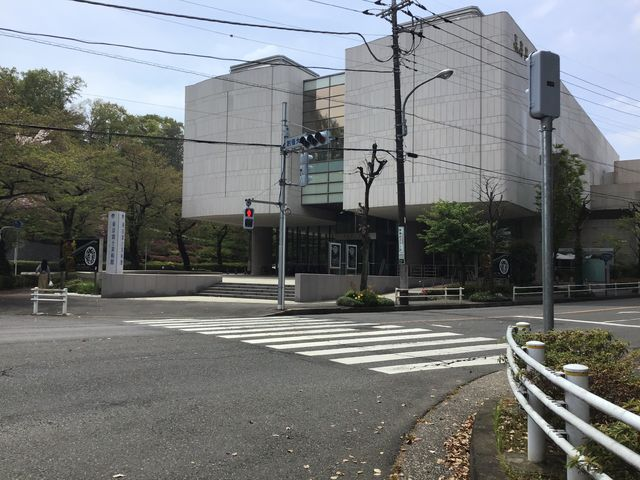
東京富士美術館

  - 1月 - 池田が「法華講総講頭」に再任[129]。
- 1985年（昭和60年）
  - 4月2日 - 「創価女子短期大学」開学。
- 1989年（昭和64年/平成元年）
  - 7月16日 - 横浜市旭区の産業廃棄物処分場に現金約1億7000万円の入った金庫が捨てられていたが、これが創価学会幹部によるものと判明。批判を受ける[130]。

### 1990年代
- 1990年（平成2年）
  - 7月16日 - 日顕ら日蓮正宗上層部が創価学会破門に向けた「C作戦（創価学会分離作戦）」を計画[注 7]
  - 11月16日 - 本部幹部会で池田が日蓮正宗宗門並びに日顕を批判する発言を行う[129]。学会側は「名誉会長（池田）は（後述の）「お尋ね」文書にあるような発言を全くしていない」として反論[注 8]。
  - 12月16日 - 日蓮正宗宗門が前月の池田の発言内容について「第三五回本部幹部会における池田名誉会長のスピーチについてのお尋ね」とする文書で質問[129]。「お尋ね」文書の内容は、池田が僧侶を批判した、四箇格言を否定し、親鸞を好意的に評価した、外道（仏教以外）の歌である『歓喜の歌』を評価した、などとして批判する内容。学会側は反論[131][SG 46]。
  - 12月27日 - C作戦発動。日蓮正宗宗門は法華講総講頭に任期制を導入、これにより1990年（平成2年）末の任期終了と共に池田は法華講総講頭の資格を自動的に失い、第二次宗門問題が勃発する。
- 1991年（平成3年）
  - 5月 - 国税局から一部事業における税金の申告漏れを指摘され、修正申告及び不足分の納税を行う[132]
  - 11月7日 - 日蓮正宗宗門から創価学会に対し『解散勧告』がなされる[133][129]。学会はこれに対し1624万余の署名とともに[134]「日顕の退座」を要求する文書を郵送して反論[129]。
  - 11月28日 - 日蓮正宗宗門が創価学会および創価学会インタナショナル（SGI）を『破門』する[133][129]。これにより日蓮正宗と創価学会・SGIの関係が消滅。
- 1992年（平成4年）
  - 7月 - 全国の地区幹部の中から「友人葬」などの冠婚葬祭を執り行う導師を任命[135]。
  - 8月 - 池田が日蓮正宗から信徒除名処分にされる。
  - 11月 - 青年部機関紙『創価新報』が捏造した宴席写真を掲載し日顕を批判、日蓮正宗との訴訟に発展。地裁判決では学会側が写真の捏造を行ったことを認定し、学会側が敗訴、原告が求めた賠償請求も認められた[136]。その後学会が控訴した高裁において名誉毀損は認定したが損害賠償は認められなかった。日蓮正宗側は損害賠償を求め上告するも棄却された。

- 1993年（平成5年）

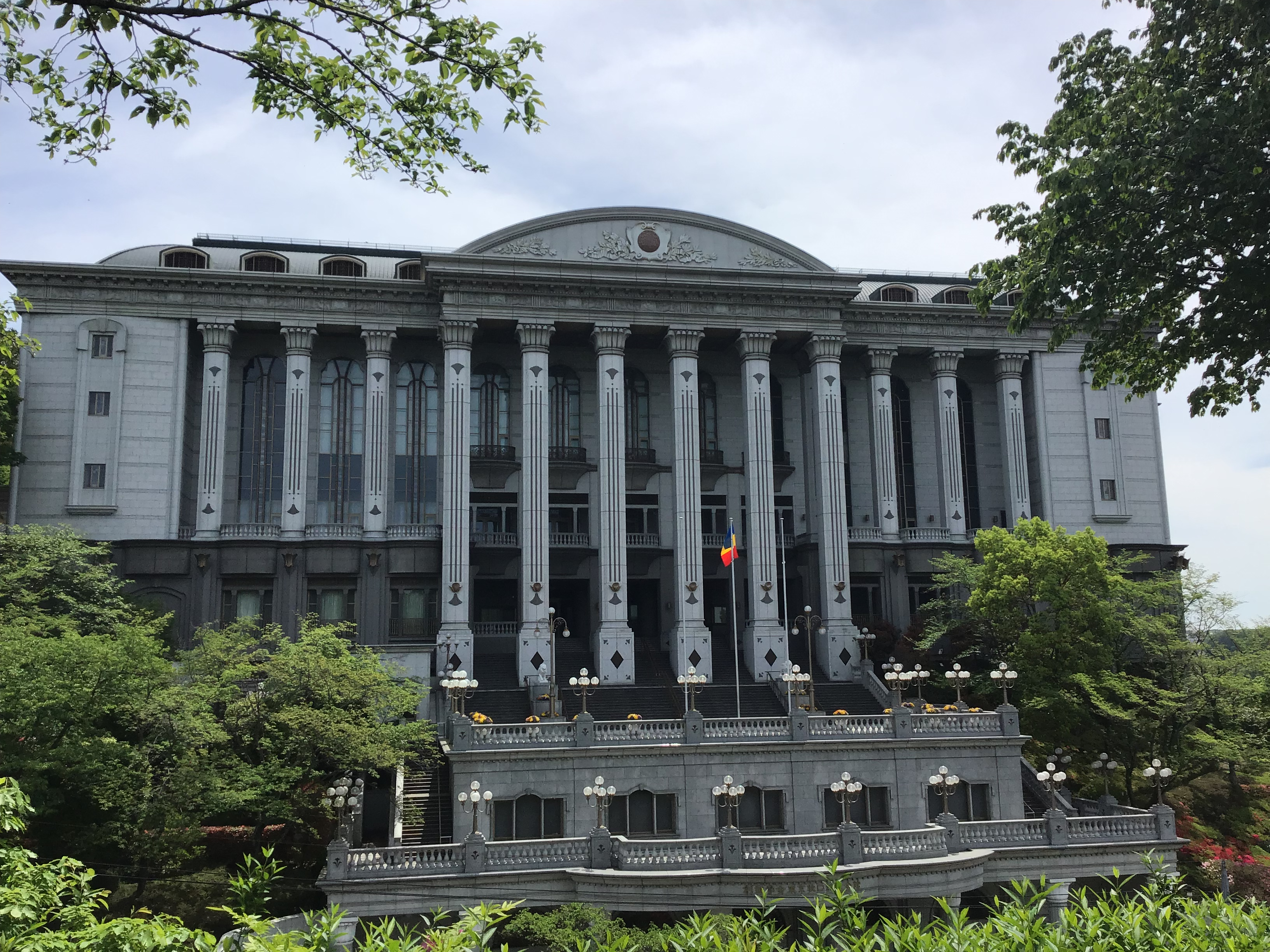
東京牧口記念会館(八王子市)

  - 8月6日 - 池田、『新・人間革命』執筆に着手[137]。
  - 9月7日 - 栃木県小山市・淨圓寺所蔵の享保5年（1720年）の日寛書写の曼荼羅御本尊を御形木御本尊として、日本全国および世界の会員に授与することを総務会・参議会・教学部最高会議・県長会議および責任役員会の決議で決定し、同日開催の第70回本部幹部会で「御本尊授与に関する制定」を発表[SG 47]。
  - 10月12日 - 日寛書写の曼荼羅御本尊の授与を開始[SG 48]。
  - 10月 - 東京都八王子市に東京牧口記念会館が開館。
  - 11月 - 第一次池田大作サリン襲撃未遂事件。オウム真理教がサリンによる池田の暗殺を計画。東京都八王子市の東京牧口記念会館周辺でサリンを噴霧。
  - 12月18日 - 第二次池田大作サリン襲撃未遂事件。オウム真理教が東京都八王子市の東京牧口記念会館周辺でサリンを噴霧し、牙城会員数人が被害を受け、実行犯の新実智光が自らが撒いたサリンにより重体。この後、信濃町の本部、全国各地の会館、創価大学、創価学園など学会関連施設での警備が厳重になる。
- 1995年（平成7年）
  - 9月 - 東京都・東村山市議会議員朝木明代の死に関連して市議が自殺前に創価学会を批判していたことから、創価学会が謀殺したとのデマが広まる。
- 1996年（平成8年）
  - 2月 - 「戸田記念国際平和研究所」を創設[118]。
  - 6月 - 元女性会員が池田から過去数回にわたりレイプされたと虚偽の主張をし、裁判を起こす。
  - 9月 - 宗教法人法の改正が施行され、所轄省庁が東京都から文部省（現：文部科学省）に変わる。
- 1997年（平成9年）
  - 1月 - 公式サイト「SOKAnet」を開設。
  - 11月30日 - 同日をもって日蓮正宗の信徒資格を喪失。

### 2000年代
- 2002年（平成14年）
  - 3月 - 創価学会会則を改正。初代牧口、第2代戸田、第3代池田の「三代会長」を、「永遠の指導者」とする規定を入れる[批 1]。
- 2003年（平成15年）
  - 9月 - 教学部員の任用試験が全国一斉に開始される[7]。
  - 11月 - 創価学会現役会員ら数名が池田大作の秘書を騙り、みずほ銀行から巨額の融資詐欺事件を起こす。

- 2004年（平成16年）
  - 9月10日- 勤行様式を改定。
- 2006年（平成18年）
  - 11月9日 - 秋谷が会長を辞任し、最高指導会議議長に就任。新会長には副理事長の原田稔が就任。同月、原田の会長就任披露を兼ねた、新時代第1回本部幹部会開催。本部幹部会の回数がリセットされ「学会新時代」の開始が宣言される。
- 2007年（平成19年）
  - 9月22日 - 「広布第二幕」第1回青年部幹部会。以後、各部幹部会会合の回数がすべてリセットされる。
- 2008年（平成20年）
  - 5月 - 富士美術館（静岡県富士宮市）閉館。収蔵品は東京富士美術館（東京都八王子市）に移動。

### 2010年代
- 2010年（平成22年）
  - 6月3日 - 「新時代第41回本部幹部会」で名誉会長の池田大作が第一線から退くことが発表された[SG 49][SG 50]。
  - 11月18日 - 創立80周年。老朽化した本部ビルと創価文化会館を建て替え「創価学会総本部」を建設すると発表[SG 51]。
- 2011年（平成23年）
  - 11月4日 - 会長選出委員会が開催され、任期満了となった原田会長が再任された（2期目）[SG 52]。
- 2012年（平成24年）
  - 12月19日 - 南元平和会館（旧ソニー・ミュージック信濃町スタジオ）跡地に建設された創価文化センター開館[SG 53]。
- 2013年（平成25年）
  - 11月5日 - 創価学会総本部会館（仮称）の大礼拝室で名誉会長の池田を導師として落慶入仏式が執り行われた。8日に行われた落成記念勤行会の席上、総本部会館は広宣流布の大願を誓う殿堂であるとして「広宣流布大誓堂（こうせんるふだいせいどう）」と命名すると発表、信濃町に所在する学会関連施設全体の呼称が「創価学会総本部（そうかがっかいそうほんぶ）」となる[SG 54]。
- 2014年（平成26年）
  - 11月7日 - 総務会で創価学会会則第2条・教義条項の改正を決議。「一閻浮提総与」や「一閻浮提広宣流布」など、日蓮正宗由来の用語を一掃し、「人間革命」や「世界広宣流布」などといった、創価学会色の強い表現に変更。弘安2年の御本尊を受持の対象としないことを表明し、教義条項における「御本尊」の位置付けも変更。「御本尊」は「創価学会が受持の対象として認定した御本尊」とした[SG 55]。同日開催の全国総県長会議で教義条項の改正を発表[SG 56]。
- 2015年（平成27年）
  - 11月16日 - 勤行要典の祈念内容の一部改正が発表され、名称を「創価学会 勤行要典」に改めて翌2016年（平成28年）に発売すると発表される[SG 57]。
  - 11月17日 - 総務会で会則改正を決議。会長任期を5年から4年（再任は妨げない）に変更した。また、会長選出委員会が開催され、会則改正によって任期満了となった原田会長が再任された（3期目）。幹部人事では会則改正によって新設された主任副会長若干名の任命、正木正明理事長の退任と副理事長の長谷川重夫が理事長に昇格する人事を発表した[SG 58]。
- 2016年（平成28年）
  - 11月4日 - オンライン動画共有サイト「YouTube」で「SOKAnetチャンネル 創価学会公式」を開設し、動画掲載を開始。
  - 11月7日 - 創価学会会則の一部改正を決議。第2代会長・戸田城聖の指導を引用し、前文に「創価学会仏」の文言を追加。「三代会長」の条文（会則第3条）に、「『三代会長』の敬称は、『先生』とする。」という文言を追加[SG 59]。
- 2017年（平成29年）
  - 7月18日 - オンライン動画共有サイト「YouTube」で機関紙「聖教新聞」の公式チャンネル「seikyoshimbun」を開設し、動画掲載を開始。
  - 9月1日 - 総務会およびSGI常任理事会・SGI理事会で「創価学会会憲」の制定を決議。会則の上位に位置づけられ、最高法規と規定される[138]。
  - 11月10日 - 創価学会会憲署名式が行われ[SG 60]、会憲制定に合わせて改正された会則とともに11月18日（創立記念日）に施行された[SG 61]。
- 2018年（平成30年）
  - 3月11日 - 同年3月16日に「広宣流布記念の日」から60周年を迎えることを記念した「世界青年部総会」が創価大学池田記念講堂を主会場に開催され、名誉会長・SGI会長である池田大作からのメッセージを発表した（長男の池田博正主任副会長が代読する形式）[SG 62]。
  - 8月6日 - 『新・人間革命』全執筆が完了[137]。
  - 9月8日 - 『新・人間革命』最終回が聖教新聞紙上に掲載され、完結。
- 2019年（平成31年/令和元年）
  - 5月1日 - 皇位継承にあたっての会長謹話を発表[SG 63]。
  - 11月5日 - 総本部構成施設として建設された「創価学会総合案内センター」がオープン[SG 64]。
  - 11月16日 - 聖教新聞社の新社屋として建設された「創価学会世界聖教会館」[SG 18] が落成[SG 19][SG 20]。
  - 11月17日 - 会長選出委員会が開催され、任期満了となった原田会長が再任された（4期目）[SG 65]。

### 2020年代
- 2020年（令和2年）
  - 1月11日 - 世界広布新時代第45回本部幹部会で御書全集の新版を2021年（令和3年）11月18日に発刊する計画を発表[SG 66]。
  - 4月3日 - 総本部構成施設として建設された「創価宝光会館」の竣工引き渡し式を実施[SG 67]。
  - 8月26日 - 世界広布新時代第46回本部幹部会を広宣流布大誓堂で開催[SG 68]。
  - 9月15日 - 総本部構成施設として建設された「創価宝光会館」がオープン[SG 22][SG 69][SG 70]。
  - 9月27日 - 同年10月2日に「世界平和の日」から60周年を迎えることを記念した「世界青年部総会」が総本部の創価文化センターを主会場にオンライン形式で開催され[SG 71]、名誉会長・SGI会長である池田大作からのメッセージを発表した（長男の池田博正主任副会長が代読する形式）[SG 72][SG 73][SG 74]。
  - 11月1日 - 世界広布新時代第47回本部幹部会を広宣流布大誓堂で開催[SG 75]、2021年の年間テーマを「希望・勝利の年」に設定した旨を発表した。
- 2021年（令和3年）
  - 1月7日 - 本部幹部会の回数をリセットした第1回本部幹部会を広宣流布大誓堂で開催[SG 76]。
  - 1月31日 - 回数をリセットした第1回青年部幹部会を東京戸田記念講堂（東京都豊島区巣鴨）を主会場にオンライン形式・無観客で開催され[SG 77]、名誉会長・SGI会長である池田大作からのメッセージを発表した（長男の池田博正主任副会長が代読する形式）[SG 78]。
  - 3月22日 - 藤田観光から2月に売却された太閤園の所有権移転が完了[139][140]。
  - 4月18日 - 第3回本部幹部会を東京戸田記念講堂（東京・巣鴨）で開催し、婦人部・女子部を統合した「女性部」発足[注 1][注 9]の発表、新版御書全集の概要説明[SG 82][SG 83]、学会創立100周年記念事業である「関西池田記念大講堂」の建設計画を発表した[SG 15]。
  - 4月21日 - 聖教新聞紙上で「関西池田記念大講堂」の建設計画を公表[SG 84]。
  - 5月3日 - 婦人部の名称を「女性部」に変更する改正会則を施行[SG 85][SG 86][注 1]。
  - 11月17日 - 第80回総務会で女子部を女性部に統合する会則改正と「創価学会社会憲章」制定[注 10]を承認[SG 87][SG 88]。
  - 11月18日 - 改正会則と「創価学会社会憲章」を施行。『日蓮大聖人御書全集 新版』を発刊[SG 89]。
- 2022年（令和4年）
  - 1月27日 - 中央社会協議会で第26回参議院議員通常選挙比例区で公明党を支持することを決定。同時に1994年に決定した各種選挙における支援の基本原則について「人物本位」であることを再確認した[SG 90][141]。
- 2023年（令和5年）
  - 2月1日 - 年次活動報告書にあたるアニュアルレポートを刊行。公式サイト「Sokanet」での掲載を開始[SG 91]。
  - 7月4日 - コロナ禍によって2020年2月から中断していた広宣流布大誓堂での「広宣流布誓願勤行会」を再開[142][143]。
  - 10月26日 - 会長選出委員会が開催され、任期満了となった原田会長が再任された（5期目）[SG 92]、任期満了は2027年11月17日の予定。
  - 11月15日 - 名誉会長・SGI会長である池田大作が老衰のため、95歳で死去[144][145][注 11]。
  - 11月18日 - 創価学会広報室がSNSの「X（旧Twitter）」で「創価学会広報室」を開設。創価学会の宗教的独自性についてまとめた「創価学会教学要綱」を発刊。同日午後2時過ぎに読売新聞が池田の死去を速報[144]。午後3時過ぎに学会公式YouTube及び聖教新聞社公式YouTubeで池田の死去を伝える談話を収録した動画が公開された（現在は非公開）[146]。
  - 11月19日 - 岸田文雄首相が自民党総裁の資格で創価学会本部別館を訪問し、弔意を学会の原田稔会長並びに池田の遺族代表の池田博正主任副会長に伝達。
  - 11月23日 - 東京戸田記念講堂にて池田の「創価学会葬」を執行。
- 2024年（令和6年）
  - 1月7日 – 本部幹部会の回数が再びリセットされ、東京戸田記念講堂で開催された。
  - 1月30日 – ホテルニューオータニ（東京・千代田区）で池田の「お別れの会」を開催。
  - 11月17日 - 総務会と会憲改正会議で会憲と会則を改正し、同日開催の第5回本部幹部会・SGI総会（東京戸田記念講堂）で報告された。それによると、SGIの指導体制を刷新し、「SGIは、池田大作先生を永遠にSGI会長と仰ぐ[注 12]。三代会長、なかんずくSGI会長であられる池田先生の指導および精神を根本に、創価学会会長を中心として、SGI理事長と共に、異体同心の団結で世界広布を推進する」[147]として、SGI会長のポストは永遠に池田大作のみに帰属し、池田の没後空席となっていたSGI会長の後任は任命されないこととした[注 13]。これを受けて、SGIの理事会において、理事長にSGI副会長・創価学会主任副会長の谷川佳樹が任命された[149]。

## 日蓮系教団との関係

### 日蓮正宗との関係

#### 日蓮正宗傘下の時代
かつて創価学会は日蓮正宗の在家の信徒団体であったが、戸田が布教の利便と宗門である日蓮正宗を外護するため、宗門に宗教法人格の取得の許可を願い出た。そこで日蓮正宗は「新規に入会した会員は信徒として末寺に所属させること」、「（日蓮正宗の）教義を守ること」、「仏・法・僧の三宝を守ること」を条件に承諾した。

#### 昭和52年路線
1977年（昭和52年）1月の第9回教学部大会において、池田は寺院の意義について、修行者が集い、仏法を研鑽し、布教へ向かうための道場・拠点と位置付け、その本義からして、「創価学会の本部・会館、また研修所もまた「近代における寺院」というべき」と語った。
これに対し、宗門=日蓮正宗側は「池田の主張は教義からの逸脱である」と批判し、批判を受けて創価学会は謝罪した。さらに、山崎正友が独自に宗門若手僧侶を扇動し、批判活動を行わせた。山崎は創価学会への恐喝罪により懲役3年の実刑判決を受けている。
日本基督教団所属のキリスト教徒として創価学会の立場を支持する元外交官・作家の佐藤優によれば、創価学会と日蓮正宗の対立の「背景には、僧侶が『上』、一般信徒は『下』とする宗門の宗教観と、そのようなヒエラルキーを認めない民衆宗教である創価学会の基本的価値観の対立があった。」とする。
学会幹部が日蓮正宗総本山大石寺に登山を行う事で一応は収まったものの、その後も日蓮正宗（宗門）僧侶や檀徒による批判は続いた。

#### 正信会との対立、日顕との同盟関係
1979年（昭和54年）7月22日に管長細井日達が遷化（死去）。日達は生前、後継者を指名していなかった。67世法主として阿部日顕が登座すると学会を含めた日蓮正宗内は混乱に陥る。
学会に批判的な僧侶が「正信会」を結成、山崎正友も学会を退会して正信会に参加した。これに対し日顕は学会に友好的に接し、学会も日達から日顕に血脈相承が行われたと指導、池田も宗門を擁護する立場を取った。その結果、宗務院は正信会僧侶の大量処分に踏み切り、ついには批判派僧侶のほとんどが日蓮正宗から追放された。
後述する宗門との対立後は、池田や学会は日顕が受けたのはあくまでも内証（内定）であって、正式な儀式は行われておらず、後継指名は成り立たないと解釈を変更している。

#### 日蓮正宗との対立・決別
正信会問題では共闘した日顕との関係は悪化に向かう。1990年（平成2年）7月17日、日蓮正宗との連絡会議の席上、学会側が宗門や法主を批判して席を立つ。同年11月16日、第35回本部幹部会における池田のスピーチに対し、日蓮正宗側は法主や僧侶を軽視するものだとして学会に説明を求める「第三五回本部幹部会における池田名誉会長のスピーチについてのお尋ね」文書を送る。
「お尋ね」文章の内容は、池田が僧侶を批判した、四箇格言を否定した、親鸞を好意的に評価した、外道（仏教以外）の歌である『歓喜の歌』を評価した、などとして批判する内容で、これに対し、学会側は「お尋ね」文書に対する「お伺い」文書を送付し、日蓮正宗側が自分たちを誹謗・中傷しているとして回答を拒否した。
これを受け、日蓮正宗は規約を改正し、1984年1月に再任されていた池田の法華講総講頭の役職を解くことにした。1991年、創価学会は『聖教新聞』紙上等において日蓮正宗へ反論を行う。同年11月、日蓮正宗は「創価学会」と「創価学会インタナショナル」（SGI）を破門。創価学会側はこの破門以降、日蓮正宗を「日顕宗」（「日顕宗（日蓮正宗）」の表記もあり）と呼称し、批判している。
一方で、田原総一朗は、この対立の背景として、日蓮正宗の法主である日顕が先祖の墓を他宗の禅寺に建立していたことが判明したり、異性やカネにまつわる僧侶の醜聞が伝えられたりするなど、多くの学会員が宗門に対して不満を持つようになったのではないか、と言及している。
創価学会と日蓮正宗の決別について、佐藤優は、世界広宣流布の観点から、創価学会がこれ以上、「宗門のくびきの下に置かれることは非現実的」とし、聖ウルスラ学院（カトリック系ミッションスクール）理事長の梶田叡一は、日蓮正宗による破門の内実は、「権威的で形骸化した宗門によってそれまで散々蔑まれてきた学会員の魂が、ようやく解放された」としている。

#### シアトル事件
1992年（平成4年）6月、『創価新報』・『聖教新聞』に「日顕が1963年（昭和38年）に法務で米国ワシントン州・シアトルに出張した際に、現地の売春婦と料金トラブルを起こして警察に通報され、身柄を拘束された」、「現地在住の学会員、ヒロエ・クロウが保釈手続きを行った」として、日顕を痛烈に批判する記事が掲載された。日蓮正宗側はそのような事実はまったく存在しないと否定し、日米両国で訴訟が行われた。また、この報道は創価学会や日顕と敵対する正信会・顕正会の機関紙でも報じられた。

#### 偽造写真事件
破門後の1992年（平成4年）11月、学会は機関紙『創価新報』に、日顕が芸者と戯れる写真を掲載。日蓮正宗との訴訟に発展した。地裁の判決では、学会側が編集過程において写真をトリミングカット等したことを偽造と認定し、賠償請求を命じた。しかし、学会側が控訴した高裁では、学会側による写真偽造を改めて認定したものの、原告に日顕の氏名が無い事を理由に原告が求めた損害賠償は認められなかった。日蓮正宗側は上告するも、最高裁で棄却された。

#### コーヒーカップ裁判
1992年（平成4年）、神奈川県川崎市中原区にある日蓮正宗持経寺に息子の遺骨を預けていた創価学会員夫婦が、同伴した数人の学会幹部とともに息子の遺骨を受け取りに訪れた際、本堂で夫が遺骨を受け取り退出。しかし、5分後に再び本堂を訪れ遺骨が骨壷ではなくコーヒーカップに入っていたと主張した。その後の裁判では、数々の証言から創価学会員は敗訴し主張は退けられた。

#### 日蓮正宗住職交通事故死
1994年（平成6年）7月、北海道内で日蓮正宗住職の運転する自動車と学会員の運転する自動車が正面衝突する交通事故が起き、住職が死亡、学会員が重傷を負った。現場検証で住職の全面過失と認定されたが、週刊新潮など一部週刊誌が交通事故は創価学会によって仕組まれたものとする内容を掲載。後に事故の当事者である学会員が週刊新潮を提訴、最高裁は週刊新潮の敗訴を言い渡した。

#### 池田大作に対する民事訴訟
1996年（平成8年）、自らの金銭借款が原因で北海道創価学会の幹部を解任された女性が、池田大作を相手取って起こした訴訟。その後、裁判所は女性側の主張が悉く信用できないとした上で、「訴権の濫用」として訴えを却下した。
同年3月、池田大作にレイプされたとの告発手記を『週刊新潮』に掲載し、女性とその夫が池田を相手取り損害賠償請求の訴えを起こした。裁判所は女性とその夫が創価学会に「恐喝まがいの電話」をかけていた時のテープに注目し、判決文の中で「有無を言わせない強硬なものであり、その個性、人柄をうかがわせるに足るものあるばかりか、まさに恐喝まがいと評されてもやむをえない」と断じた。判決では「なにゆえにそこまでするのかについては、健全な社会常識からすると若干の疑問が残らないわけではないが、原告らの個性、人柄に由来するところが大きいとみるほかはない」と述べ、「訴権の濫用による却下」として訴えそのものが退けられた。裁判所が「訴権の濫用」という明確な用語を使用して訴えを不適法とした例は、当時までの1000万件近い訴訟の中で10件余りであり、割合として「100万件に1件」という極めてまれな判決となった。
訴えを起こした女性は「訴訟は夫婦と弁護士だけで決めた」と述べたが、作家の山本栄一は、手記発表・記者会見・民事訴訟の流れは、夫妻と『週刊新潮』記者・門脇護（現・門田隆将）、「創価学会による被害者の会」の幹部である日蓮正宗妙観講員との打ち合わせで立てられたシナリオに基づくものであった、と述べている。
『週刊新潮』誌上において、山田直樹は「およそ5年に及んだ裁判は、なんと実質審理に入らないまま終結」と訴訟を振り返り、「裁判を傍聴し続けた」という乙骨正生も「女性の訴えは時効であるとし、女性の夫の損害部分についても実質的な事実審理に入ることなく訴えを退けた」と記述しているが、一連の事件について当時の新潮社・佐藤隆信社長は作家・宮本輝を通じて「あのいかがわしい夫婦の訴えを、結果としてキャンペーン的に報道を続け、はからずも当時の宗門の反学会勢力の後押しとなってしまったことを遺憾に思う」「真実かどうかわからない段階で、あのような広告を何度も打ったことは、行き過ぎだったと思う」「あの夫婦のいかがわしさは、『週刊新潮』の編集部でも話題になり、果たして二人の言い分を記事にしていいものかどうかを懸念する声もあった」と述べた。

#### 正本堂解体
破門から7年後の1998年（平成10年）、池田が発願主となって建立・寄進した大石寺正本堂が解体される。日蓮正宗と創価学会の分裂を象徴する出来事であった。

#### 池田大作本仏論論争
歴代会長の中でも、初代・牧口、第2代・戸田、第3代・池田の「三代会長」は、「広宣流布実現への死身弘法の体現者であり、この会の永遠の指導者である」と2002年（平成14年）の会則変更の際に定められた。さらに、2016年（平成28年）11月7日に施行された改正会則の第1章第3条2項として、「『三代会長』の敬称は、『先生』とする。」と加筆明記された。ただし、三代の会長個人を本仏である日蓮と同等またはそれ以上に崇め奉ることは認められていない。池田は過去に聖教新聞紙上で「私などを絶対視してはいけない。」と明言している。一方、日蓮正宗側は「池田本仏論」として批判している。

### 冨士大石寺顕正会との関係
創価学会と、顕正会の前身である妙信講は共に日蓮正宗内の一法華講という立場であったが、1970年代に学会が主導した大石寺正本堂の建立をめぐり、正本堂が日蓮の遺言（御遺命）にある「本門の戒壇」にあたるか否かの解釈で対立したのを皮切りに関係が悪化した。

妙信講は「非国立」の戒壇を認めない、と言うよりは「国家権力立」ないし「皇室立」でなければならない とする解釈を顕正会に改名した現在も崩していないのに対し、学会と当時の宗門管長細井日達は「戦後民主主義体制の根幹たる主権在民の下では日蓮の指す国の概念は権力ではなく民衆である」 という解釈のもと、正本堂落慶をもって御遺命は達成されたと宣言する。

その後日達の仲介で両団体が協議し「正本堂は御遺命の戒壇にはあたらない」とする学会理事長・和泉覚（当時）の談話を聖教新聞に掲載することで一応和解。この談話は落慶法要直前の1972年（昭和47年）10月3日付紙面に掲載され、法要には妙信講関係者も出席した。しかし、和解した後も妙信講は国家権力ないし皇室による「狭義の」国立戒壇建立という思想を放棄せず、学会中央本部に対するデモなどの実力行使に踏み切る。これを受け日達は1974年（昭和49年）8月12日付で妙信講を講中解散処分に付した。

### 日蓮宗との関係
創価学会を含む日蓮正宗系教団では日蓮宗を「身延派」と呼び、距離を置いている。

#### 小樽問答
1955年（昭和30年）、日蓮正宗妙照寺所属の創価学会小樽班の会員と日蓮宗妙龍寺との間で論争が起こった。日蓮正宗及び創価学会と日蓮宗は幹部を派遣し、小樽市公会堂で公開法論に臨んだ。法論では日蓮宗側がスピーチするたびに激しいヤジが飛び大荒れとなった。

## 他の宗教との関係
戸田城聖が存命だった1950年代から、日蓮正宗以外のすべての他宗教・他宗派を一切認めず「邪宗・邪教」として批判してきた。その攻撃の矛先は折伏大行進期には立正佼成会や天理教など日蓮・法華系あるいは神道系の新宗教団体、正本堂建立以降は妙信講（現・冨士大石寺顕正会）や正信会といった日蓮正宗系新宗教団体、そして破門後は日蓮正宗宗門へと向けられた。立正佼成会等が新日本宗教団体連合会や日本宗教連盟などを通じて他教派との交流を取っているのと異なり、2017年（平成29年）現在でも学会本体・公明党共に日本国内の他の新宗教教団とは協調するまでには至っていない。
一方、日蓮正宗からの干渉により進捗に支障があったキリスト教やイスラム教など仏教以外の既存世界宗教との対話は、同宗からの破門と前後して徐々に軟化。その傾向が顕著になったのは「SGI憲章」が制定された1995年（平成7年）11月23日以降で、憲章の7番目の項目として「仏法の寛容の精神を根本に、他の宗教を尊重して、人類の基本的問題について対話し、その解決のために協力していく。」と記述され、方針転換を正式に表明した。現在、創価学会インタナショナルは（日本を含む）世界192の国と地域に組織を持ち、特定の宗教以外が厳しく制限されているイスラム圏、社会主義国など一部地域を除いて全世界に活動の幅を広げるまでに至っている。
さらに、SGIは世界宗教議会の定期的な参加団体であり、また、欧州科学芸術アカデミーと一連の宗教間シンポジウムを開くなど、さまざまな宗教の人々との間の理解を形成することを目的とした宗教間対話や取り組みに積極的に参加している。

### 戦前・戦中の国家、神道との関係
初代会長の牧口常三郎は皇大神宮の神札である神宮大麻を拝むことを拒否し焼却させ逮捕されたが、島田裕巳によると国家神道の全てを否定していたわけではないという。第5回総会での全員座談会において牧口は靖国神社に参拝する意義を説き、靖国神社への参拝はご利益を得るためのものではなく感謝の心を表すものである点を強調した。さらに牧口は、天照大神や代々の天皇に対して「感謝し奉る」と言い、昭和天皇を現人神と認め、「吾々国民は国法に従って天皇に帰一奉るのが純忠だと信ずる」と述べている。
また、現代ビジネス（Web版週刊現代）によると、当初、創価学会の前身である戦前の創価教育学会は治安当局と左翼運動取締りにおいて協力的な関係にあった。創価教育学会は「赤化青年の完全転向は如何にして可能なるか」とうたったパンフレットを発行し、治安当局との蜜月ぶりを会員獲得に向けた宣伝材料にもしていた。牧口らは警視庁特高課やその元締めである内務省警保局、思想検事ら治安当局と緊密に連絡を取り合っていた。しかし、日本共産党を壊滅させた後、治安当局が次に取り締まり対象としたのは宗教団体であった。一転して、創価教育学会は特別高等警察の弾圧を受けることになった。ただし、それは創価教育学会が反戦・平和を訴えたからではない。神宮大麻を拝むことを拒否し焼却させるなどしたからである。
当時、大方の宗教団体がそうだったように、日蓮正宗も戦争には協力的な立場だった。それは日蓮正宗の在家信徒団体である創価教育学会も同じであった。例えば、創価教育学会の機関紙「価値創造」の第6号には、日蓮正宗宗務院が1942年1月21日付で出した布告を転載していた。その布告の内容は、日蓮正宗が2月8日午後、大石寺において全国から僧侶や檀信徒を集め「大東亜戦争戦勝祈願大法要」を開催し、日蓮正宗にとって信仰の根本である「戒壇の大御本尊」の御開扉に続き、「戦争完遂宣誓式」を行うというものであった。さらに、1941年10月の「価値創造」第3号では、当時、日本の同盟国の指導者で「現代の転輪聖王」といわれていたナチス・ドイツのアドルフ・ヒトラー総統の著書『我が闘争』について紹介した。
1942年になると、第二次世界大戦で日本軍が南方で緒戦の勝利を重ねていたためか創価教育学会の幹部達から勇ましい発言が相次ぐようになる。『価値創造』の後継誌として出された小冊子「大善生活実証録」（国立国会図書館に覆刻版が所蔵されている）によると、総会の開会にあたり幹部の一人が「陛下の御稜威の下、我が陸海軍将兵が緒戦以来、赫々たる戦果を挙げている事は、吾等の衷心より感激に堪えない次第である……我国としても、もう寸毫の妥協も許されず、勝つか負けるかの一時のみ、否、断じて勝つの一手あるのみである」と挨拶。閉会では別の幹部が「いまや、皇国日本か北はアリューシャン群島方面より遥かに太平洋の真中を貫き、南はソロモン群島付近にまで及び、更に南洋諸島を経て、西は印度洋からビルマ支那大陸に、将又蒙彊満洲に至るの広大なる戦域に亘り、赫々たる戦果を挙げ、真に聖戦の目的を完遂せんとして老若男女を問わず、第一線に立つ者も、銃後に在る者も、いまは恐くが戦場精神によって一丸となり、ひたすらに目的達成に邁進しつつあることは、すでに皆様熟知されるところである」と締めくくった。また、総会はいつも皇居に向かっての遥拝で始まり、会の終わりには軍歌が歌われた。
しかし、1943年に牧口・戸田らが神札焼却の件で一斉逮捕される。その経緯は創価学会によると、1943年6月、牧口は戸田とともに日蓮正宗総本山・大石寺に召喚され、当局による弾圧を懸念した宗門側から「神札を受けるように」と勧められるも、日興の残した遺戒にある「時の貫首為りと雖も仏法に相違して己義を構えば之を用う可からざる事」 の精神を貫き通し、「承服いたしかねます。神札は、絶対に受けません」と言って拒否した。それから1か月後、神札の受け入れを拒否した行為が不敬罪と治安維持法違反にあたるとして、牧口や戸田、他の幹部ら21人は逮捕・投獄された。幹部たちは退転していったが、牧口・戸田の2名だけが最後まで信仰を貫き通した。牧口は1944年11月18日、現在の創価学会創立記念日にあたるこの日に東京拘置所で「殉教（＝獄死）」し、1人生き残った戸田は終戦（日本の降伏）の約1か月前の1945年7月3日に豊多摩刑務所から出獄し、弾圧によって壊滅状態だった学会の再建に挑んだ というものである。創価学会は「学会が軍部政府におもねっていたとすれば、牧口会長も戸田会長も、逮捕されることなど全くなかった」とする見解を取っている。

## 政治との関係
政治学者の薬師寺克行によれば、1954年、創価学会は、政治部門として文化部を設立し、1955年４月の統一地方選挙に54名の候補者を擁立した。翌1956年に行われた参議院選挙には、６名の候補者を立てた。その後、1961年に「公明政治連盟」が成立し、1964年に「公明党」が結党された。1999年１月以来、公明党は自民党と連立を組み、2009年から2012年の民主党政権時代を除いて、政権与党として活動を続けている。
宗教社会学者の中野毅によれば、創価学会の政治参加の動機は、中小企業労働者を中心とする民衆の代弁、政治の監視、信教の自由の確保の三点に集約されるという。会長秋谷の日本外国特派員協会での1995年（平成7年）の会見でもこの3点が強調された。
創価学会インタナショナルの Rie Tsumura によれば、創価学会の政治への関与は第二次世界大戦時に弾圧された経験をもとにした「主に防御的」（"largely defensive"）なものであった。
政治学者の中北浩爾は、「公明党は、宗教団体の創価学会を支持母体として、一九六四年に結成された。自民党が財界をスポンサーとしつつ農村部に主な支持基盤を築いたのに対し、公明党は高度経済成長に伴って都市部に流入した比較的貧しい人々を組織化した。日本政治の中枢に位置した自民党とは違い、公明党は周辺から生まれ、成長していったのである。」とした
宗教社会学者の塚田穂高によれば、第二代会長戸田城聖は「国立戒壇」の建立を訴え、「王法と仏法が冥合すべきである」（「王仏冥合」）として政教一致的な理念を論じた。中野毅によれば、戸田の展開した王仏冥合論・国立戒壇論は政教分離原則に反するとの疑念を受けやすかったが、戸田に日蓮正宗国教化を目指す意図はなかったという。国立戒壇の建立は創価学会の政治進出における宗教的目的であり、世俗的な目的はあくまで「社会の繁栄と個人の幸福」を一致させることにあったと中野は指摘した。中野によれば、「国立戒壇」建立は戸田時代初期の創価学会の政治参加の目標の一つだったが、早い段階でそれは放棄された。島田裕巳は、創価学会の政治への関心について戸田が1956年（昭和31年）に記した中での「本門の戒壇」への言及、池田の1959年（昭和34年）の「国立戒壇の建立と学会員の前途」という講演における「政治上に、本宗の正義を用いる」という発言に注目し、これらの表現は「実質的には日蓮正宗の国教化を意味」していたのではないかと論じた。
戸田の下、創価学会は1956年（昭和31年）の第4回参議院議員通常選挙での白木義一郎・北条雋八擁立などを通して政治に進出した。第三代会長池田大作の時代に「国立戒壇」という言葉は「本門の戒壇」「民衆の戒壇」などに言い換えられ、「仏法民主主義」「世界民族主義」など普遍性のある用語が目立つようになり、「国立戒壇」は1964年（昭和39年）の公明党結党宣言にも盛り込まれなかった。創価学会批判の妨害や政教分離を巡る言論出版問題を受けて1970年（昭和45年）に創価学会は「国立戒壇論」放棄・「政教分離」を宣言し、公明党綱領から「王仏冥合」などの宗教用語を削除して公明党の宗教色を薄めた。
創価学会・公明党は、公明党結成後の1960年代靖国神社国家護持法案反対・日米安保条約改定反対など革新政党の立場にあった。中野毅によれば、このことが理由で創価学会は保守陣営から危険視された。島田裕巳は創価学会は「下層階級を組織化」する点で左翼陣営と競合していたと指摘し、創価学会が政界進出を始めた時点で創価学会は左翼陣営に批判されることはあったが保守陣営に批判されることはなかったと主張する。初期の創価学会は大都市に流入した下層民を中心にしており、学会員の圧倒的多数が社会階層の下層から中間層の下に位置することは2010年（平成22年）に至るまで変わりがない。
寺田喜朗によれば「創価学会の中央―地方組織（中央本部・方面本部・都道府県本部―総合本部・圏ゾーン・本部・支部・地区・ブロック）は、選挙の区割りに対応する形で編成されて」おり、「選挙は、会員間の結合を強化し、組織を引き締め、会員を切磋し、達成感・充実感を与え、創価学会への帰属意識を高める重要なモメント」であるという。島田裕巳は、創価学会では選挙活動が一種のイベントとしての性格を持っており、選挙活動を共にしたことで親密になり、結婚にいたる創価学会員のカップルも少なくないとしている。

### 政教分離の問題
宗教団体の政治活動の自由を制限したり禁止したりすることは、憲法に定められた表現の自由や結社の自由を侵害するものであり、宗教を理由にした差別になるという反論もある。
政府の見解は
- 「宗教団体が政治的活動をすることまで排除するという趣旨ではない。」大出峻郎・元最高裁判所判事[196]
- 「宗教団体と非常に密接な関係にある政党に属する公職の候補者が、その宗教団体の推薦、支持を受けて公職に就任し、国政を担当するに至る場合でも、その宗教団体と国政を担当する者とは法律的には別個の存在であります。（中略）宗教団体が政治上の権力を行使しているということにはならない。」大森政輔・裁判官、元内閣法制局長官[197]
- 「宗教団体又は宗教団体が事実上支配する団体が政治的活動をすることをも排除する趣旨ではない。」宮崎礼壹・検察官、元内閣法制局長官[198]
- 「宗教団体又は宗教団体が事実上支配する団体が、政治的活動をすることをも排除している趣旨であるとは考えていない。」佐藤栄作・元総理大臣、衆議院議員[199]
- 「憲法の定める政教分離の原則は、信教の自由の保障を実質的なものにするため、国及びその機関が国権行使の場面において宗教に介入し、又は関与することを排除する趣旨であります。宗教法人の政治的活動を排除する趣旨でないと考えております。」麻生太郎・元総理、衆議院議員[200]

となっている。
1970年（昭和45年）4月24日、民社党中央執行委員長春日一幸が「宗教団体が、議会政治機構を利用して政権を獲得することは、憲法の政教分離原則に反するのでは」と質した質問主意書を送付。政府は「宗教団体が推薦や支持をした者が公職に就任し、国政を担当しても、その宗教団体と国政を担当することとなった者とは法律的には別個の存在であり、（憲法20条が禁じている）宗教団体が政治上の権力を行使することには当たらない」旨の答弁書を出した。
その他、一部議員により「政教一致」であるとの批判はたびたびなされている。
また内閣官房参与の飯島勲は2014年（平成26年）6月、「公明党と創価学会の関係は政教一致と騒がれてきたが，内閣法制局の発言の積み重ねで政教分離ということになっている。」と政府見解を説明したうえで、仮定の話として「法制局の発言，答弁が一気に変われば，『政教一致』が出てきてもおかしくない。」と発言した。しかし、直後に政府・与党は飯島の発言を否定。自民党の石破茂幹事長は「内閣を代表した形ではない。」と語り、菅義偉官房長官は政教分離についての政府見解を維持するかと問われ、「まったくその通りだ。」と回答している。宗教社会学者の弓山達也は、著書のなかで創価学会を例にあげながら「日本においては政教分離の原則があるが、宗教教団の政治への関与を禁じているわけではない。 むしろ、宗教教団が現世での幸福を願う限り、政治への関与は不可欠となり、特定の政治家を応援したり、宗教政党を結成して積極的に政界に進出したりすることは自然なことともいえよう。」と述べている。

### 日本共産党との関係
日本共産党と創価学会は支持層ないし支援対象が重なることなどから、1950年代以降、選挙活動において互いを非難しあうなど対立関係にあった。
1969年（昭和44年）12月2日には日本共産党機関紙の『しんぶん赤旗』が藤原弘達の『創価学会を斬る』の出版を創価学会・公明党が妨害したと報じ言論出版妨害事件が表面化した。『創価学会を斬る』は同年11月10日に発刊された。約1カ月後の12月27日に衆議院議員総選挙を控えていたため、大宅壮一は「選挙戦における秘密兵器の効果を狙ったと思われてもしかたのない時点で刊行されている。これは重大な問題である」と指摘。また、佐藤優は「共産党は『創価学会を斬る』を扇動の道具として最大限に活用」したと言及している。
1970年（昭和45年）には日本共産党委員長宮本顕治の自宅の電話回線を創価学会の学生部幹部数名が盗聴し、逮捕者も出た。
その後1974年（昭和49年）12月、向こう10年間の「相互不干渉」と「共存」をうたう「創共協定」を両者で締結した が、自公連立政権の誕生後は対立が再燃し、しんぶん赤旗が「公明党と創価学会 『政教一体』で『悪政戦犯』の役割」と題した記事で、創価学会首脳が選挙戦で陣頭指揮を執り聖教新聞に会員を鼓舞する記事が掲載されるなどと批判したり、入信強要問題を取り上げる などしている。

### 自由民主党との関係
自民党とは自民党結党以降2代会長戸田城聖と自民党で総裁を務めた岸信介が友好関係にあり、岸の娘婿安倍晋太郎が岸の名代として大石寺の大講堂の完成式典に列席し祝辞を述べた。また創価学会が起こした言論出版妨害事件では公明党中央執行委員長・竹入義勝が自民党幹事長・田中角栄に事態の収拾を依頼、その後自民党田中派・竹下派と公明党創価学会は親密、親交を深めていき田中の愛弟子小沢一郎が1993年に自民党を離党すると公明党幹部の市川雄一が小沢に接触、後に「ワン・ワン・ライス」となぞらえられた連携を見せ公明党が非自民党政権の細川連立政権に参加、創価学会も全面的に協力した。この動きを見た自民党は、1993年（平成5年）に同党所属の有志議員が憲法20条を考える会を結成（会長は亀井静香）、「公明党と創価学会の政教分離問題を追及する」を旗頭に創価学会・公明党・細川連立政権に攻勢をかけた。
1994年（平成6年）5月には公明党および創価学会に批判的な宗教団体や有識者からなる四月会の結成に同党所属の河野洋平が参加、自民党は長年の宿敵であった社会党と手を組み、政権を奪取すると、同年10月、同党の川崎二郎が衆議院予算委員会で日蓮正宗住職交通事故死事件を取り上げた。
1995年（平成7年）11月の衆議院宗教法人に関する特別委員会では同党所属の衆議院議員熊代昭彦が創価学会について「我々が内々にいろいろ聞いたところでは、不動産資産9兆円、流動資産1兆円というような堂々たるお力を持っておられるようなことでございますが……」と発言したほか、穂積良行が朝木明代市議転落死事件と創価学会の関係について質問した。
1996年（平成8年）には党の運動方針に「いま、わが国の政治にとって最も憂うべきは、宗教団体・創価学会が新進党という政党の皮をかぶって国民を欺き、政治の権力を握ろうと画策していること」というスローガンが存在したがこれは前年に行われた参議院選挙で自民党が新進党に敗北したことから来る衆議院選挙で勝利し政権維持を目的としたものである。同年週刊誌に掲載された「池田大作レイプ事件」の内容を党の機関紙『自由新報』へ引用、内藤国夫、俵孝太郎が「シリーズ新進党＝創価学会ウオッチング」と題し「池田大作と金の問題」や「池田大作レイプ問題」を数回掲載した一方、衆議院選挙で勝利し政権維持を目的を達成した後は自由民主党竹下派を中心に公明党との連立を模索する動きも出ていた。1998年（平成10年）4月、自民党総裁で首相の橋本龍太郎が（創価学会の抗議に応じて）『自由新報』の「池田大作レイプ問題」について事実ではなかったと謝罪した。自由新報は現在廃刊されている。これら一連の動きは自民党による反創価学会キャンペーンとして大々的に行われた。

### 提言

#### 原水爆禁止宣言
1957年（昭和32年）9月8日、第2代会長戸田城聖が創価学会第4回東日本青年部体育大会「若人の祭典」で核兵器の使用禁止を訴える宣言、いわゆる「原水爆禁止宣言」を行った。
戸田はこの宣言を遺訓として会員たちに託し、以後、創価学会が行っている、戦争体験者の証言を集めて出版する「反戦出版」や、反核・平和運動活動の淵源となったとされている。

#### 日中国交正常化
1968年（昭和43年）9月8日、池田大作は東京・両国の日大講堂で行われた学生部幹部会の席上、「日中国交正常化提言」を発表した。
創価学会の出版機関第三文明社は日中が国交正常化にこぎつけることができたのは、日本では、通産大臣や初代経済企画庁長官などを歴任した高碕達之助、厚生、農林、文部の各大臣を歴任した松村謙三、首相を務めた田中角栄と大平正芳、創価学会会長（後に名誉会長）の池田大作、中国側では、最高指導者（中国共産党主席）の毛沢東、日本留学の経験をもつ首相の周恩来、早稲田大学で学んだ政治家の廖承志、中日友好協会会長を務めた孫平化ら、日中双方の政治家や各界指導者たち、そしてさまざまな民間人や諸団体の忍耐強い努力があったからにほかならないとまとめている。

#### 「SGIの日」記念提言
1975年1月26日にSGI（創価学会インタナショナル）が創設されたことにちなんで創価学会が定めた、毎年1月26日の「SGI（創価学会インタナショナル）の日」に寄せて、池田がSGI会長の名義で発表してきた平和提言が、1983年以来毎年聖教新聞上で発表されており、2022年の提言で40回を数えた。2022年の提言では、2023年に日本で開催される主要7カ国首脳会議（G7サミット）に合わせ「核兵器の役割低減に関する首脳級会合」を広島で催すよう提案した。また、新型コロナウイルスの感染拡大を受け、感染症対策を巡る国際協力を強化する国際ルールの早期制定を呼びかけた。
なお、2023年はSGIの日記念提言は発表されず、後述の緊急提言2本がこれに代わって発表された。また、同年11月に池田が死去したため、記念提言は2022年に発表したものが最後となった。

##### ウクライナ危機と核問題に関する緊急提言
2023年1月11日、池田はロシアによるウクライナ侵攻の早期終結に向けた緊急提言を発表し、国連の仲介によって主要国の外相会合を早急に開催し、停戦合意を図るよう呼びかけた。また、核兵器で攻撃されない限り自国は核兵器を使わない「核兵器の先制不使用」について、核保有国に誓約を求めた。

##### G7広島サミットに向けての提言
2023年4月27日、池田は5月に開催予定のG7広島サミットに向けた提言を発表し、核兵器の使用や威嚇は許されないというメッセージを力強く発信するよう求めた。また、ウクライナ侵攻の早期終結を目指し、重要インフラや民間施設への攻撃の即時停止を実現したうえで、戦闘の全面停止に向けた交渉を、医師や教育者など市民の代表がオブザーバー参加する形で行うことを提案した。同提言はNHKでも報道された。

### 一部の学会員の政府・与党への抗議運動
2023年2月に公表した「創価学会アニュアルレポート」によれば、創価学会は1994年11月10日の第35回総務会で政治に対する基本的見解を発表しており、そこには「学会員個人個人の政党支持は、自由であることを再確認しておきたい」と記されている。
2015年以降には、自民党が進めた平和安全法制（安保法案）に賛成した与党の公明党の動きは反戦平和を掲げる創価学会の本来の教義に反するとして、一部の学会員らは抗議運動を行っている。
2015年には与党側の安保法案に反対する創価大学と創価女子短期大学の関係者が「安全保障関連法案に反対する創価大学・創価女子短期大学関係者 有志の会」を立ち上げて、署名活動などを行った。呼びかけ人の一人は創価大学通信教育部非常勤講師(当時、現在は退職)の佐野潤一郎。2016年5月のTwitter(当時)の投稿を最後に現在は活動を行っていない。政府与党の進める安保法案の廃止を求めるデモには、創価学会の三色旗がはためく姿も見られた。沖縄ではいわゆる「オール沖縄」が推薦する玉城デニーの支援を行い、三色旗を掲げる一部の学会員の姿も見られた。
なお、安保法案について、作家の佐藤優は集団的自衛権行使を容認したことで「海外の戦争に日本（自衛隊）が参加できる契機になった」との受け止めがあるようだが、これは、むしろ「集団的自衛権行使による自衛隊の海外派兵は遠のいた」ということであるとの見解を述べている。

## マスメディアとの関係
機関紙である聖教新聞などは、「無冠の友」と呼ばれる会員の有志 による全国的な宅配網が整備されており、一般紙と同じく日刊で全国に配達されている。聖教新聞社は自前の印刷所を持たず、全国紙の系列の印刷会社や複数の地方紙に聖教新聞の印刷を委託している。
地方紙としては印刷所の輪転機を遊ばせておく時間を減らせる上に、印刷代金を確保できる貴重な収入源として、聖教新聞社（＝学会）としては自社で全国に高速輪転印刷機の設備を維持せずに全国津々浦々に日刊で新聞を届ける事ができるという風に、両者の利害が一致している。また、全国紙でも毎日新聞社や読売新聞社は聖教新聞の印刷を傘下の印刷会社で受託しており、読売新聞社は2020年（令和2年）5月1日から茨城県での聖教新聞などの配達業務を受託するまでになった。聖教新聞社（＝学会）側には「無冠の友」の人手不足や学会員の高齢化が、読売新聞社には部数減に歯止めがかからない中、全国に整備した販売店の存続という課題が背景にあるといわれている。また、毎日新聞では池田の寄稿を掲載したり、系列の出版社からは池田の著作が出版されたりしている。このことについて、週刊誌「デイリー新潮」では、「ある全国紙記者」の発言として、「いまや毎日にとって学会は、ぞんざいに扱うことができない大口顧客であり、学会に関する批判的な記事など書けるはずもありません」「550万部という大口顧客に読売が牙を剥くことは、不可能に等しい」と記している。
　　　
創価学会には聖教新聞社（『グラフSGI』）を始め、潮出版社（『潮』、『pumpkin』）・第三文明社（『第三文明』、『灯台』）などの系列出版社がある。

また、全国・地方を問わずラジオ局への番組提供は複数ある（下記参照）。テレビ局では地方局や独立局を中心に池田原作のアニメや広報番組が放映されているほか、在京キー局などで聖教新聞のCMが放送されている。ただ、J-WAVE、関西テレビ、テレビ熊本のように、公明党のCMおよび政見放送と当学会系列の学校教育機関（創価大学、創価学園）のCMを除き、創価学会関連組織（聖教新聞を含む）のCMの出稿（放送）の一切を受け入れない放送事業者もある。

### スポンサー提供番組
- 知りたい！SDGs（BSフジ）
- 今日、なに話す? （TBSラジオ、「Brand-New Morning」内6:20頃）
- みんなの音楽室（文化放送）
- HOKKAIDO SDGs STATION（HBCラジオ、「グッチーのGood Friday!」内16時台後半）
- 世界のあこがれ〜北海道ブランド〜（AIR-G’）
- ハートフルメッセージ（エフエム長野、アール・エフ・ラジオ日本）
- ほっとココロ765・ほっとココロSATURDAY・ほっとココロSUNDAY（FM COCOLO）
- 交通情報（エフエム山口）…ただし、半クールごとにスポンサーありとスポンサーなしを繰り返している
- ヒューマン ストリート（エフエム福岡・エフエム長崎・エフエム大分）
- WITH～手をつなごう支えあおう～（RNCラジオ）

### 過去にスポンサーとして提供していた番組
- あなたへモーニングコール（TBSラジオ）
- ミュージックギフト〜音楽・地球号（文化放送）
- 世界名曲大全集（ABCラジオ）
- ごきげんサンデー・ミュージック（MBSラジオ）
- ほっかいどう宝島（AIR-G’）
- ほっかいどう元気びと（HBCラジオ）
- ほっかいどう百年物語（STVラジオ）
- RADIO BREAKERS[注 23]（エフエム大阪）
- ココロのオンガク 〜music for you〜（文化放送）
- ヒューマントーク〜あの日あの時（アール・エフ・ラジオ日本）
- 徳川家のセーフティドライブ日記（CBCラジオ）
- スポーツ伝説（ニッポン放送及びNRNネットワーク）
- 明日へのエール〜ことばにのせて〜（TBSラジオ）

## 創価学会が起こした社会問題

### 言論出版妨害事件
1960年代末から1970年代にかけて、創価学会と公明党が会長の池田大作や自らに批判的な書籍の出版、流通を阻止するため、学会員や公明党党員が著者・流通業者・取次店・書店に、脅迫や圧力をかけて出版を妨害したり、出版前の原稿に自らの主張を織り込むよう要求した問題。
公明党が結成され衆議院で議席を獲得しはじめると、創価学会批判の書物が発表されることが増えた。1969年（昭和44年）の藤原弘達の『創価学会を斬る』をはじめとする様々な批判本に対して創価学会から圧力がかけられていることが明らかとなり、池田は1970年（昭和45年）5月に一連の妨害行為に対し謝罪した。この件は日本共産党の不破哲三も1970年国会での質問で取り上げた。
『創価学会を斬る』の出版については、評論家の大宅壮一は「『創価学会を斬る』という表現を用いていることは、明らかに初めから創価学会への挑戦」「奥付の発行日が昭和四十四年十一月十日ということは、衆議員総選挙まであと一ケ月と十八日、選挙戦における秘密兵器の効果を狙ったと思われてもしかたのない時点で刊行されている。これは重大な問題である」と指摘している。
これらの行為が、日本国憲法に保障された、言論の自由および出版の自由を侵害するものだとして、国会で取り上げられたが、当初、公明党はNHKの公開討論で「これらは全て嘘、デタラメである」と主張した。しかし、国会に招致された出版社や取次店などの証言により、創価学会・公明党が事件に関与していたことが明らかになるとマスメディアから激しい社会的批判にさらされると共に、創価学会・公明党の密接な関係や当時、公明党が創価学会の内部局として存在し、国会や地方議員を務めた人間が再び学会幹部として組織に戻るなど公明党が組織として独立していなかったことが、政教分離の観点から問題視された。
1970年（昭和45年）、池田大作が「言論妨害の意図はなかった」としながらも、妨害行為に対し公式に謝罪、公明党を創価学会から切り離し組織として完全に独立させるなど、創価学会・公明党の問題点を改善することを公約した。しかし後年、池田の著書「新・人間革命」では「衆院選前に、藤沢達造（藤原弘達の仮名）の本とともに、学会の批判本が次々と出されたのだ。暗黒の嵐が吹き荒れ、伸一（池田の仮名）を倒さんとする、攻撃の毒矢が放たれたのであった。」と掲載。「週刊新潮」と不破哲三は、年月が経ったことに乗じて、歴史を改竄するものだと批判した。

### 選挙における不正投票、不正行為、問題行動
- 1957年（昭和32年）4月に参議院大阪地方区の補欠選挙が施行された際、創価学会員が大阪あいりん地区に住む日雇い労働者達に候補者名の氏名の入ったタバコや現金を渡したとして創価学会員ら47名が公職選挙法違反で逮捕された。裁判では小泉隆、池田大作は無罪、45名に有罪判決が下され、有罪となった会員45名は戸田会長の名で会員除名処分を受けた。
- 1968年（昭和43年）に行われた第8回参議院議員通常選挙で不正行為（投票所入場券の窃盗、替え玉投票など）を行い、創価学会員34名が検挙された。
- 1969年（昭和44年）には投票受付時間終了後に投票所を訪れた学会員の対応を巡り暴徒と化した学会員が投票所を襲撃、投票所内にいた選挙立合人数名に暴行を加え逮捕者を出した。この襲撃事件は共産党選出の国会議員が公職選挙法改正に関する特別委員会の場で明らかにし、自治省に対処を求めている。

### 学会員が起こした犯罪、問題行動
学会員が起こした犯罪や社会問題で裁判所が創価学会の組織的関与認めた事案として大阪事件 といった選挙違反、コーヒーカップ裁判宮本顕治宅盗聴事件 といった反目する団体への誹謗中傷行動、手帳強奪事件 のように学会と袂を分かった元学会幹部への違法行為が挙げられる。かつて犯罪を起こし逮捕された学会幹部を除名せず、その幹部が数年後再び刑事事件を起こし学会幹部として逮捕されたこともあり組織として学会の体質が批判されたケースも存在した。

### セクト問題、諸外国での騒動

#### フランス
1995年12月にフランスの下院（フランス国民議会）で採択された報告書には、「セクト（カルト）の行動の特徴」を判定する指針が載せられている。この報告書は、報告者の名前を取って『ギュイヤール報告書』と呼ばれる。
「①精神の不安定化②法外な金銭的要求③住み慣れた生活環境からの断絶④肉体的保全の損傷⑤子供の囲い込み⑥反社会的な言説⑦公秩序の攪乱⑧裁判沙汰の多さ⑨従来の経済回路からの逸脱⑩公権力への浸透の試み」を「セクト構成要件の10項目」として列挙し、このうち1項目でも該当するものがあればその団体をフランス政府はセクトとみなしている。
リストアップされたのは創価学会を含む全部で174の宗教、宗教団体であった。
- フランス国民議会カルトに関する議会委員会（1995年）[他 17]

フランス国家警察の情報機関総合情報局が、UNADFI(カルトの被害者と家族を守る協会の全国連合)など、複数のカルト監視グループと編集
- フランス国民議会カルトの財務、所有物、収益、同様にそれらの経済活動、経済・金融の関わりに関する公聴委員会報告（1999年）[他 18]

カルトと金銭に関するフランス議会報告、30数団体に注意を集中させ調査した。
WEB第三文明によれば、2011年9月、フランスの新聞『ル・モンド』の月刊誌「Le Monde DES RELIGIONS」に『創価学会、自己の内なるブッダ』と題するルポルタージュが掲載され、創価学会の歴史や活動が詳しく報じられた。ここでは、創価学会が日蓮正宗と絶縁した理由について「創価学会のプラグマティズム、およびその在家による現代世界を中心に捉える方向性は、日蓮正宗の聖職者集団による教条主義的宗教観とはもはやできなくなったからである。」と解説した。また、1983年にフランス国会に提出された「アラン・ヴィヴィアン報告書」を挙げ、創価学会をセクト扱いしていた背景についても解説し、首長直属機関であるセクト逸脱行為監視取締り関係省庁委員長ジョルジュ・フネックによる「ここ5年以上に渡りSGIフランスに関して、我々はセクト逸脱行為の通報を一切受けてない。運動体（SGIフランス）は礼拝、文化、商業活動を区別し、フランスにおいてはまったく問題を提起しない。」とのコメントを紹介している。
なお、2020年、セクト的逸脱行為関係省庁警戒対策本部 （MIVILUDES）が3008件の通報を受けたうち、創価学会に関するものが10件あった。これらの「通報」というのは、特定の不正行為に関する「報告」ではなく、フランスの行政機関の他の省庁や一般市民からの簡単なコメントや質問も含まれているという。また、MIVILUDESに「通報」を送る人たちが実在する人物か、真実を語っているかどうかは確認されておらず、「通報」の数は、何か好ましくない事柄で誰かが「カルト」を訴えた件数とは一致しないことをMIVILUDES自体が認めている。
国会の調査委員会は証人喚問ができ、証人は宣誓をし、偽証罪も適用される。「セクトと子供」調査時のMIVILUDEルレ本部長は次の証言をしている。 「セクト的組織は多くの分野にいます。最近私達は創価学会の雑誌の中で小学校の教員が『師』からうけた教えを子供たちとのコミュニケーションの中で実践していると自画自賛するのを読みました。唖然としてしまいました」（報告書付録証言集）在仏ジャーナリストの広岡裕児はMIVILUDESルレ本部長の当証言について「子供の囲い込みに通じ、創価学会が常に警戒の対象となっているという何よりの証拠である」と論評している。なお、広岡氏の論評が掲載されたFORUM21は、「ISBNコード」、「定期刊行物コード」のいずれも付与されておらず、自費出版物に該当する。

#### ベルギー
ベルギーでは、創価学会（SGI）が複数の未成年者を勧誘したことが発覚し社会問題となる、1997年、ベルギー連邦議会調査委員会は未成年者保護のため創価学会（SGI）をセクト的な活動を行う団体にリストアップし未成年者への勧誘、入会を禁止した。

#### ドイツ
1980年代から90年代にかけて、日本に留学していた複数のドイツ人が創価学会の総会で池田大作が右手（実際は右の拳）を高くつきだし、それに呼応して参加者たちが一斉に右手を突きだした光景を目撃したことから「創価学会はナチス式敬礼を行う危険な団体」 などといった誤った風潮がドイツ国内に伝わる。ドイツの地方紙フランクフルター・ノイエ・プレッセによると、ドイツＳＧＩでは会館を市民に開放し展示会やセミナーなどを実施しているという。例えば、ビンゲン市にあるヴィラ・ザクセン総合文化センターでは、同市と協力して定期的にコンサートを実施している。またミュンスター市では核兵器廃絶国際キャンペーン（ICAN）の協力を得て作成した「核兵器なき世界への連帯」展を開催している。
2023年5月、ドイツSGIは公法社団法人に認可された。WEB第三文明によると、2018年10月、ドイツSGIは公法社団法人の申請書を本部のあるヘッセン州政府に提出し、約4年半にわたる審査を経て、認可に至った。これによって国家からの自立性、教団の永続性、学校での宗教教育や幼稚園の運営など多様な権利がドイツ全土で認められている。

#### イギリス
イギリスの経済紙『エコノミスト』1999年7月3日号で「創価学会は（日蓮正宗［大石寺］が創価学会との結び付きを断ち池田氏を破門したことによって）主な目的を失った現在、世界中で行っているよい仕事の成果を強調するようになった。さらに創価学会は富裕になって以降初期の目標を失ったその他多くの組織と同様に、批判者を脅迫、主流マスコミを脅して黙らせるという容赦なさでその利害を守っている。」と批判した。

#### イタリア
2015年6月27日、イタリア共和国政府とイタリアSGI（イタリア創価学会仏教協会）との間に、インテーサ（宗教協約）が調印され、調印式がフィレンツェのイタリア文化会館で厳粛に執り行われた。しかし、式典に池田大作が出席せず代理人をたてたことからイタリアの大衆紙「Corriere della Sera」は「Nessuna cerimonia di vincitori（受賞者なき授賞式）」、「Governo ha dato lui la medaglia di fantasmi（幽霊に勲章を授けた）」などの批判記事を掲載した。

#### 韓国
韓国SGIに関連した批判が下記のようにある。
- 1997年（平成9年）に行われた韓国大統領選挙で候補者の金大中が日本で秘密裏に公明党幹部と面会し、日本の公明党の影響下にある韓国SGIから支持を得られるように依頼し公明党幹部の藤井富雄が了承したとされる[249]。
- 韓国SGIが平和をテーマに行なった集会で竹島の領有権主張や歴史教科書問題、日本の軍国主義批判が背景になっていたことを、週刊新潮が「反日集会」と報道する[250]。
- 2002年（平成14年）8月15日、韓国・SGIが池田大作の指示で韓国の政治家へ総額20億ウォンの裏金をばら撒いた不正疑惑が、SGIの内部告発という形で韓国の有力全国紙である『中央日報』『東亜日報』『朝鮮日報』の3紙に掲載され日本では週刊実話が『韓国 三大紙上で暴露 池田大作SGI会長が韓国の政治家にバラまいた20億ウォン裏金疑惑』として掲載されたこと[251]。

## 創価学会に関する疑惑

### P献金
「創価学会には、P献金と呼ばれる献金が存在している」という疑惑。P献金のPとは「プレジデント（英：President）」の略で公明党の支持母体、創価学会の池田大作名誉会長を指しているというもの。公明党出身の国会議員福本潤一が2007年（平成19年）6月、外国人記者クラブで外国人記者を前にし、「公明党の議員は選挙で当選した際に衆議院議員は300万円、参議院議員は600万円の献金を行うよう要請されている」と記者会見した。福本の記者会見の内容を民主党の石井一が2007年（平成19年）10月16日、参議院予算委員会で「P献金」を追及した。

### 『憚りながら』で示された疑惑
後藤組元組長の後藤忠政の著書『憚りながら』では、元公明党最高顧問の藤井富雄が、後藤（元組長）のもとを訪れ、「反学会運動をしている亀井さんら四人の名前を挙げ『この人たちはためにならない』という意味のことを言った」とされている。著書に登場する編集者は、そのやりとりを、「受け取りようでは後藤組長に四人への襲撃を依頼したという意味にもとれる」と表現した。また、共同通信社記者の魚住昭は『月刊・現代』の中で、藤井が後藤に、創価学会に対して批判的な亀井静香（元・衆議院議員）を黙らせて欲しいと依頼する場面が収録されたビデオテープがあることを記している。リストに名前があった亀井は警察関係者、弁護士などと創価学会対策会議を行うこととなる。後藤は著書の中で「池田大作が裏で何をしていたかといったら、山崎や藤井をパイプ役にして俺達ヤクザを散々利用し、仕事が終われば知らんぷりだ。それで俺達がちょっとでももの言おうもんなら、今度は警察権力を使って潰しにかかる。で、それがマスコミにバレそうになったら、頬かむりだ。」と記している。

### 大鳳会という組織
「大鳳会（おおとりかい）」という組織の存在について以下で取り上げられた。
1. 週刊文春が『皇太子妃雅子が外務省の創価学会シンパ「大鳳会」とディナーをした』という記事を掲載したこと[255]。
2. 「創価学会が外務省幹部に『外遊特別待遇』要請書を送った」とされる問題[256]
3. 「外務省が、池田大作の海外訪問に特別の便宜を図っている」とされる内容が国会で審議されたこと[他 20]。

### 財務私的流用疑惑
下記のような例がある。
- 1977年（昭和52年）に 民社党の春日一幸が国会で池田専用の豪華施設等について調査したところ、会員の財務が私的流用されていたのではという疑惑を持ち、当時の公明党委員長委員長竹入義勝宛に質問する旨の手紙を送った[257]。春日は1970年（昭和45年）12月の衆議院予算委員会で池田の証人喚問を求めたが、自民党、公明党の反対で証人喚問は見送られた。また春日は創価学会が起こした言論出版妨害事件でも、国会で池田大作の証人喚問を求めた。

- 1989年、神奈川県横浜市のゴミ処理施設に廃棄された金庫から1億円もの現金が発見された。当初創価学会は、この問題を第三者の視点から批判したが、[258] 数日後、創価学会総務の中西治雄が持ち主と名乗り出て、「(金庫のお金は)20年以上前に、自分が学会内で不正に蓄財したもので、その存在を忘れているうちに誤って捨てられた」等と述べた。しかし、すべて聖徳太子像が印刷された旧紙幣（C号券）で、半分は真新しい状態であり、「1000万円」と印字された帯封で束ねられたものや、一度も市中に出回っていない新札もあった。さらには中西が自宅を担保に借金をしていたことから矛盾点をマスコミから追及された。当時の学会内部は中西に同情的であり大多数の幹部が「この事件は中西が池田と学会のために泥をかぶった。」との見方をしていた[259]。

## 創価学会へのデマ

### 茨城新聞による「香典泥棒」報道
茨城新聞は創価学会信者宅からの取材をもとに1962年（昭和37年）4月1日号において「創価学会は信徒の家に葬式があると、親戚、知己から集まる香典はすべて創価学会支部が持ち去ることになっている」と報道した。創価学会側は記事の内容は事実無根と茨城新聞社へ抗議した。その後、確証が取れないと判断した同社は4月17日、茨城新聞に訂正記事を掲載した。

### 月刊ペンに掲載された名誉毀損
雑誌『月刊ペン』が掲載した「四重五重の大罪犯す創価学会」や「極悪の大罪犯す創価学会の実相」という記事が名誉毀損罪にあたるとして、編集長の隈部大蔵が告訴され隈部が有罪となった。

### 朝木明代市議転落死
1995年（平成7年）9月、東京都・東村山市議会議員朝木明代がマンションから転落死し、後に警察が自殺と断定。朝木が創価学会や公明党の批判活動をしていたことから、他殺説や学会の陰謀説が浮上した。『週刊現代』・『週刊新潮』・『東村山市民新聞』の記事に対して、創価学会は名誉毀損で提訴し、3つとも創価学会側が勝訴した。

### 映画監督伊丹十三の転落死
1997年（平成9年）に自殺（転落死）した伊丹十三の死が自殺ではなく他殺であるとした説（創価学会が関与したと断定する内容）が2ちゃんねるに掲載された。創価学会は2ちゃんねるの運営者を相手取り、訴訟を起こした。東京地方裁判所は2009年（平成21年）2月、証拠もないのに断定的な内容を掲載し続けたとして、被告に損害賠償金80万円の支払いを命じる判決を言い渡した。

### 週刊文春による「池田大作重病説」報道
『週刊文春』が2011年（平成23年）10月27日号（176ページから179ページ）で池田大作の看護師からの情報をもとに『衝撃スクープ 池田大作「創価学会」名誉会長 担当していた元看護師が語る「厳戒病室」本当の病状』と池田大作（名誉会長）の重病説を掲載した。『週刊文春』の記事を受け創価学会は『週刊文春』や発行元の文藝春秋社に「該当する看護師は存在せず、証言は事実無根である」と抗議。病状についての記述を取り消し、ご迷惑をおかけした関係者にお詫びいたします。」と謝罪した。

### ワールドビジネスサテライトによる報道
2018年（平成30年）2月27日付けの聖教新聞の報道記事によると、テレビ東京系列で放送されている『ワールドビジネスサテライト』が2017年（平成29年）11月24日の放送で創価学会についての特集を組んだものの、テレビ東京側の不手際で創価学会への取材依頼などがなされないまま取材が行われた上、創価学会から除名された人物らの主張や言動を一方的に取り上げ、視聴者に創価学会に対する偏見を植え付けるものとなっていることなどを問題視した創価学会が抗議。テレビ東京は2018年（平成30年）2月22日までに報道内容の誤りを認めて謝罪した。

## 創価学会に対する肯定的評価

### 日本国内

#### 佐藤優
キリスト教徒（日本基督教団）の元外交官で作家の佐藤優は「池田氏の平和への思いは本物だ。加えて、池田氏は創価学会の理念を体現した存在だ。」「初代、二代、三代会長が投獄された創価学会の国家に対する距離感。SGIという国際組織。そして鎌倉時代、国家に弾圧された日蓮の縁起観。すべて具体性を伴っている。こうした一つひとつの「経験」が流れ込んで、創価学会の平和主義を形成しているのだ。」とした。また「SGIという国際組織によって、ナショナリズムや排外主義を超克しつつある創価学会が、このような局面でどのような役割を果たせるかが問われるだろう。」と述べている。
第二次宗創戦争については、「歓喜の歌」事件に関して創価学会側の立場を擁護し、「ここで宗門が問題としたのは、キリスト教だ。ベートーベンの『歓喜の歌』を歌うことが邪教礼賛になると宗門は考えた。ヨーロッパの文化はキリスト教と深く有機的に結びついている。ヨーロッパ文化から、キリスト教を抜き去って理解することは不可能だ。科学的無神論を国是としたソ連や東ドイツでも、『歓喜の歌』が、無神論の否定する神を礼賛するといった理由で禁止することはなかった。宗門はソ連共産党やドイツ社会主義統一党よりも偏狭なキリスト教観を持っていることが露呈した」と記している。さらに「各国の文化から、宗門以外の宗教的要素を除去しようという発想は、絵に描いたような排外主義だ」「ある文化と根底から結びついた宗教を完全に否定するならば、宗教間対話は成り立たない。宗門の頑なな姿勢が、創価学会の世界宗教化の深刻な障害になっていることがもはや明白になった」と述べている。
2014年7月の集団的自衛権行使容認の与党協議に関して「公明党がブレーキ役として与党にいなければ、憲法に制約されない集団的自衛権の行使を容認することが閣議決定されていたと思う。」「閣議決定に賛成したために、公明党は『平和の党の看板に傷がついた』『平和主義の看板を下ろした』などと批判された。連立政権を離脱して、きれいな平和論を主張するという選択肢もあったはずだ。もし、公明党がその選択を行っていたならば、私は、公明党の平和主義は本物ではないと批判したと思う。平和の党の看板に傷がついても、現実に戦争を阻止し、平和を維持することが重要なのである。少なくとも現時点では公明党はその機能を果たしている。」としている。
「『国立戒壇の問題』と言っても、現在、創価学会は宗門（日蓮正宗）と訣別しているわけだから、宗門の教義である『国立戒壇の問題』が、もはや存在しないことになる。すなわち、公明党と創価学会には日蓮正宗を国教化する狙いがあるという、批判者たちの論理の前提が崩れているのだ」としている。

#### 田原総一朗
田原総一朗（ジャーナリスト）は「度重なる試練に直面し、創価学会は間違いなく衰退するであろうという世論の推測を見事に裏切り、その都度、ピンチをチャンスに変えるという驚くべきエネルギーをもって、逆境を乗り越えてきたのである。どうやら、創価学会の強さは我々には想像も及ばないほど堅固なものらしい。」と示唆した。池田大作の人物像について、「おそらく近寄りがたい雰囲気を持っているに違いないというこちらの予想は見事に外れ、偉ぶったところを一切感じさせない人だった。しかも、人の話を聞くのが非常にうまい。これには、びっくりした。」と述べた。また、「私が池田に感じたのは、自分をよく見せようという下心がまったくなく、誠実で相手のことを気遣うことのできる、きめ細やかな神経の持ち主だということだ。」「喜怒哀楽もあり、とても人間臭い面も持ち合わせている。」とした。
創価学会は「創立当初から、従来の日蓮正宗の枠組みを超えた、独自の在家信徒団体」であったと述べている。また第二次宗創戦争については、「第九を歌うことのどこが問題なのか。しかも、当時の聖教新聞に掲載されたスピーチを何度も読んでも、日顕への批判や侮辱はどこにも見当たらない。私からしても、宗門側がどこに激しい怒りを感じているのか、さっぱりわからない」としている。
（宗門との決別以降）創価学会の活動領域が広がったことは間違いないようだ。学会員に話を聞くと、宗門と決別して以降、地域のためのさまざまな活動に参加するようになったという。例えば、地域のお祭りでお神輿も担ぎ、町会役員や学校のPTA役員も引き受ける。さらに、交通安全週間の行事にも参加するなど、ありとあらゆる地域活動に参加しているというのだ。言論・出版問題後、池田が目指した地域との融和が、ここにきてようやく根付いたということだろう」と述べている。
学会の草創期において排他的な態度が見受けられたことについて、「信仰を広めるために他宗教を否定する、これは草創期の新宗教においてやむを得ないことだ。おそらくどこの宗教団体も同様の活動をしていただろう」と述べている。
田原はまた、学会が日蓮正宗（宗門）と決別してからは、地域活動が活発になった点を指摘する。「例えば、地域のお祭りでお神輿も担ぎ、町会役員や学校のPTA役員も引き受ける。さらに、交通安全週間の行事にも参加するなど、ありとあらゆる地域活動に参加している」「宗門と別れたことで、世界広布、地域との融合など、新たな布教の形を見出した」と述べている。

#### その他
- 鶴見俊輔(哲学者、評論家、政治運動家) - 創価学会の布教活動が、日本の宗教の浄化に役立っているとして、「この意味で創価学会は、日本に本当の宗教心をつくるために、その前ぶれとして働くバプテスマのヨハネであるかもしれない。」と所感を述べている[272]。
- 玉野和志(社会学者) - 「創価学会は『幸せにするシステム』とでも呼ぶべき組織原理を生み出し、会員たちがあきらめることなく、地道に自らの生活を継続する手助けをしてきたといえる。」と述べている[273]。
- 森秀人(評論家) - 創価学会について「中世以来、日本人が喪失していた信仰主体が現出した」と位置づけており、「創価学会は、人間による人間の回復という課題に、限定付にせよ応えることができたことの意味のほうがはるかに巨きい。」と評論した[274]。
- 中江克己(歴史作家) - 多くの創価学会員への取材を通して、「創価学会の10年 ドキュメント」を著した。その中で「生命尊厳の仏教哲学が不動であり、それを社会に生かしていこうという運動が継続されていく限り、やはり創価学会に対する期待は大きいといわなければならない。」と書を結んでいる[275]。
- 佐木秋夫(宗教学者)と小口偉一(東京大学名誉教授) - 創価学会の教学運動について「教学の学習の盛んなことは、創価学会の重要な特色になっている。学習が行動の欠くことのできない源泉であることが、会員のあいだに広く理解されている。」と論及した上で「組織、動員、学習がいきいきと結びついていることが、創価学会を強大にしている」と評している[276]。

### 日本以外
- ブライアン・R・ウィルソン(国際宗教社会学会初代会長)、カレル・ドベラーレ（ベルギー・ルーベン大学名誉教授）- 創価学会について社会的考察をし、「創価学会は哲学的には明らかに個人主義と平等主義に立っているにもかかわらず、信仰における古参原理が仲間意識と結びついており、その結合には神秘的な要素がある。」と評している[277]。
- ダニエル・A・メトロ(メアリー・ボールドウィン大学教授) - 創価学会の平和運動を分析し、「創価学会が繰り広げている民衆レベルの平和運動は、もちろん、宗教的な使命感にもとづいたものにちがいない。しかし、必ずしも、全人類が創価学会に入会しなくとも仏法を基調にした〝平和のメッセージ〟を送り続けていくことによって、一人一人に〝精神の変革〟をおこさせていくことは可能である。また〝平和のメッセージ〟を全世界の人びとが共有することは、創価学会の使命を果たすことにも通じることだと思う。」と述べている[278]。また、「創価学会は、日本の近代史におけるユニークな現象である。仏法理念を基盤として、これほどまでに広範な社会的運動を成功裏に展開した宗教団体は、かつてなかった」とも述べている[279]。
- フィリップ・E・ハモンド(アメリカの宗教社会学者)、デヴィッド・マハチェク(宗教社会学者) - 創価学会を社会学的に研究。学会の歴史と哲学への考察を著書に記し、「創価学会の活動の原動力は、日蓮仏教がそなえている禁欲的な特質であり、あるいは、宗教的信念に照らして社会状況を変革しようとの強い思いである。」と評価した[280]。また同氏は「1991年（平成3年）に行われた日蓮正宗からの分離が、プロテスタントの宗教改革になぞらえられてきたのは当を得たことである」と評している。そして、「今回の一連の動きでもっとも印象的なことは、創価学会が塔婆――死者の代わりに供養される追悼のための銘板――を自分たちの金儲けのために売りつける強欲な僧侶たちを非難したことと、プロテスタントの宗教改革者たちが、贖宥状を販売する聖職者たちに異議を唱えたこととが、酷似している点である。」と述べた[281]。
- アーノルド・J・トインビー（イギリスの歴史学者） - 池田と対談をした後、「私は、母校であるオックスフォード大学の名誉文学博士をはじめ、五つの大学から名誉博士号を贈られております。あなたは、〝トインビー大学〟の最優等生です。必ず私以上に世界中から、名誉博士号を贈られるようになるでしょう」と述べている[282]。

## 中立的な立場

### 島田裕巳
宗教学者の島田裕巳は、「創価学会員が『広布即地域貢献』として団地自治会長や学校PTA、商店街役員などに積極的に就任し、それらの組織を『折伏の足場』にしようとしていると述べている。一般の人は仕事などに追われてそれらの役員には就きたがらないが、創価学会はそうした状況を利用して地域で主導権を握ろうとしている」と、分析している。島田によれば、1950年代～1960年代（昭和30年代から40年代）の高度経済成長期には、仕事を求めて故郷を離れて都会を目指し多数の青年たちが、大企業中心の総評などにすいあげられることもなく、未組織労働者・中小零細業者として孤立無援の生活を送らざるを得なかった人たちが、組織化されて、「民族」とも形容できる濃い人間関係ができあがっていった。この組織化が画期的であり、そこに創価学会の社会的な意義があったと主張する。
一方、「かつては他の宗教や宗派を一切認めない姿勢を持っており、創価学会員の子弟は、修学旅行などで神社仏閣を訪れた場合には、神社の鳥居や寺院の山門はくぐろうとしない」、財務の一か月程前には決起大会が開かれ、「100万円出したら息子がいい企業に就職できた。」「保険を解約して学会のために捧げたら幸せになりました。」などの発言が相次ぎ、他の会員にプレッシャーをかけると指摘。また創価学会には多額の寄進をした人間たちが少なくなく、島田の知人にも、創価学会に数千万円を寄進した例があるとした。
「謗法払い」といって以前信仰していた時の仏壇や神棚を焼却させていた事例があったことや、モアハウス大学キング国際チャペルの主催により世界各地で「ガンジー・キング・イケダ展」が開かれていることに関し「世界的に高く評価されているガンジー、キング牧師に対してイケダに二人に匹敵するだけの功績があるか疑問に思う人は少なくないであろう」と批判した。
公明党については「公明党は自民党と連立与党を組んでから政策面で必ずしも独自性を打ち出すことができず、結局、自民党の政策を追認しているだけに終わっていることが少なくなく、特に安全保障政策で公明党が党是とする平和主義の貫徹が妨げられていることから、創価学会内部で公明党に対する批判が潜在化している」としている。
「自民党内にも創価学会=公明党の発言力が強まることを警戒する人間はいることから、自民党内部において創価学会=公明党への批判が高まれば創価学会=公明党としては民主党と連立を組む可能性が出てくる。そうなれば創価学会=公明党は動物と鳥の両方に取り入ろうとして結局はどちらからも嫌われ、暗い洞窟に追いやられたイソップ物語のコウモリになる危険がある」とも発言している。

### その他
- 西山茂（宗教社会学者・東洋大学名誉教授） - 日蓮仏教にとっての創価学会の功罪について、第一の「功」は、相手が権力を持った官憲であれ、伝統的な宗教習俗を信じる庶民に対してであれ、「謗法」厳戒の姿勢を取った「伝統突破」（折伏というブレイク・スルー）の力にあるとする。第二の「功」は、「本門戒壇」の建立を、戦後日本社会の中で具体的に運動化したことだとする。一方で、「罪」は「功」の裏の部分に当たり、第一の「罪」として、他宗教への悪口雑言や暴力的な神棚撤去等の深刻的な人権問題を引き起こしたこと、第二の「罪」として、会則改正等の転進の際に過去を総括せず、過去と現在の教団の自語相違に一向に無頓着であり、信頼できない点を挙げている[291]。
- 島薗進（宗教学者・東京大学名誉教授） - 創価学会の特徴として「現世中心主義」を挙げており、「世界的に見ても、庶民がその実現に参与できる現世での幸せを焦点とした仏教として創価学会は目立った例」としている。[292]一方、その排他主義的かつ自己完結的な教義体系のゆえに、強力な集団的統合が実現しており、指導者の指示のもと、一元的な意思の一致が前提とされ、自由な問いや討論が封じられる傾向があるとしている。また、上位者の権威への従順が宗教的指導の範囲を超えており、統制された集団生活の枠組みが日常生活のすみずみの領域にまで及んでいるため、個人の自由に任される領域が縮小する傾向があるとしている。とくに池田名誉会長崇拝にはそうした傾向が強く、このような個人の自立の抑制が「師弟不二」「異体同心」などの強調により正当化されている、と分析している[293]。
新宗教を「隔離型」「個人参加型」「中間型」の3つに類型化しており、創価学会を「中間型の中に含めて差し支えないだろう。」としている[294]。
- 宮台真司(社会学者) - ウェブマガジンのインタビューで、「東日本大震災（東北地方太平洋沖地震）の被災地における、個人で支え合う人間関係・つながりを持っている者と持たない者の格差を見せつけられた」と述べた上で、「創価学会の避難所は物も潤沢だし、配給物資も公平に、順当にシェアできるしくみがある。だから取り合いになったり、殺伐とした対立なども起こりえない。それは教会などのコミュニティと同じで、たとえば欧米などはハリケーンや津波で被災しても行政や自治体は動かない。救援物資のディストリビューション（配給）をやるのは、教会なんです。」と発言。教会的なコミュニティーが果たす役割に言及し、その例として創価学会をあげた[295]。一方で公明党・創価学会を「都市宗教的マッチポンプ」と呼び、新自由主義と貧困を増幅して疎外される人々を増やし、信者を増やしていると批判している[296]。
- 八幡和郎（評論家、歴史作家）-「もし創価学会が過度な負担を強いるような宗教なら、数百万世帯もの信者を獲得することも維持することもありえないということであろう。（中略）ここではさらに、商品販売にたとえて論じてみたい。宗教と商品の販売を一緒にするのもなんだが、似たところもある。つまり、創価学会はトヨタやパナソニックと同じように、顧客満足度が高いからこそ日本一の宗教団体なのである。」と述べている[297]。

## 創価学会に対する批判

### 離反者による批判
創価学会は、元副会長福島源次郎、元公明党書記長矢野絢也、元公明党委員長竹入義勝、元公明党都議会議員団長龍年光、元都議会公明党幹事長藤原行正、元公明党議員大橋敏雄、同石田次男、元教学部長原島嵩、元顧問弁護士山崎正友などの幹部クラスの離反者や、長井秀和、杉田かおる等の有名人の離反者を出している。離反者は日蓮正宗に移ったり、マスコミを通じて創価批判・暴露を行うケースが多い。
- 矢野絢也 - 「学会員二世、三世は幼い頃から、家庭において池田大作が著した絵本やアニメを見せられ、いかに池田と創価学会の教義が素晴らしいかを刷り込まれる。しかも、一貫教育システムにより、筋金入りの創価学会員としてエリート教育される。一貫教育システムという醸成装置があればこそ、創価学会は次々と新たな学会員と「池田名誉会長」を信じて疑わない幹部を養成できる。」と指摘している[298]。このほか、現在の学会の幹部は、こうした「池田チルドレン」たちによって固められ、公明党議員にも創価学園・創価大学出身者がいる。このような教育によって、学会は強固な組織となり、池田の独裁体制も確立されたとしている[298]。また、「100万円財務は、戸田第二代会長の表現を借りれば、学会が決して手を染めてはならない「邪宗教」への一歩を踏み出した瞬間だった」としている[298]。

- 杉田かおる - 自書『杉田』で創価学会を批判、主に池田大作や男性創価学会幹部の堕落ぶりを批判、また杉田自身が創価学会関係者から受けたセクハラについても触れている。

### 政治団体による批判
政界進出を始めた時期に創価学会は、日蓮宗系他教団、浄土真宗系教団のほか、革新陣営からの批判を受けることが増えた。島田裕巳によれば、1957年（昭和32年）の北海道での創価学会青年部隊と日本炭鉱労働組合と間の戦いを一つのきっかけとして、1960年代の公明党結成に応じて、革新陣営からの批判が刊行されるようになった。島田はこれらの教団・陣営は「民衆をターゲットとし」、「下層階級を組織化」する点で創価学会と競合していたと指摘し、一方の保守陣営はこの段階では創価学会批判を展開していなかったとする。1990年代に公明党も合流した新進党が参議院選挙で議席が増加すると、新進党の台頭に危機感を抱いた自民党は反創価学会キャンペーンを展開していた時期があった。
1999年（平成11年）から公明党は自民党との「自公連立政権」を組むようになった。

### 他団体による批判
- NAACP（全米黒人地位向上協会）は創価学会が主催する「ガンジー・キング・池田平和建設の遺産展」について、「ガンジーやキングは多大な功績を挙げたのを全世界の人が知っているが、池田はいったい何をやったのか」と批判、主催するなら「ガンジー・キング・ブルース・（スプリングスティーン）展」とするべきだと主張した[299][300]。その矛先は創価学会だけでなく、モアハウス大学のローレンス・エドワード・カーターにまで向けられた[299]。

- オウム真理教教祖麻原彰晃は、サンデー毎日から始まったオウムバッシングは聖教新聞を印刷している毎日新聞社グループと創価学会が結託して行っている、池田大作は日本を侵略するフリーメイソンの手先であり「仏法」を曲げている蝮の一族などと批判[301][302]。池田大作サリン襲撃未遂事件をはじめ化学兵器や生物兵器を利用した学会に対するテロ攻撃を行った[他 22]。

- 幸福の科学の総裁大川隆法は自著で「現代社会における二つの悪」として、一つは悪徳マスコミ、もう一つの悪が「邪教・創価学会」であると批判した[303]。

### 著名人による批判
- 内藤国夫 - 「政界に進出し、国家権力と結びつく、また結びつこうとする権力志向、権力依存の宗教団体は邪教の中の邪教ということだ。オウムより、はるかに始末が悪い難問である」[304]。
- 浅見定雄（元東北学院大学教授） - 「メンバーが結果的に一つの政党しか選ばなかったり、その宗教団体の指示による以外は他の政党に投票することもない-創価学会の指示で信者が自民党に投票する場合のように-もしそういう宗教があれば、その宗教は必ず政教分離の原則を破っているのであり、また恥ずかしいことだが、非常に未成熟で前近代的な宗教である」[305]
- 石原慎太郎（元東京都知事） - 池田名誉会長を「悪しき天才、巨大な俗物」と批判[306]。
- 俵孝太郎 - 創価学会と対抗していた組織四月会の代表幹事。2005年9月1日の『日刊ゲンダイ』でも創価学会を批判。
- 徳川義寛（元昭和天皇侍従長） - 皇太子徳仁親王（現在の今上天皇）の親王妃候補について「新宗教（=創価学会）を信仰する人間は親王妃、皇太子妃（未来の皇后）としていかがなものか」との考えを示した。一説では「先代の侍従長入江相政や、『2代続けて平民からの入内は慎むべき（上皇后：正田美智子、皇后：小和田雅子）』と発言し、旧皇族・旧華族が賛同したことを受けての発言」という説もある。しかし、昭和天皇は1988年（昭和63年）4月6日に「慎重にすぎて好きな人が居なくなったり、徒に時を過ごしてもよくない。難しいと思うがよろしく頼む」「私は本人同士が良いならそれで良い」、同5月26日に「浩宮（この時点では徳仁親王）のこと、その後は？」と当時の宮内庁長官富田朝彦に繰り返し伝えていたことが明らかとなっている[307]。
- テリー伊藤、佐高信（ジャーナリスト） - 共同著書『お笑い創価学会』で創価学会を批判。
- 大槻義彦 - ブログ「大槻義彦のページ」で池田大作・創価学会・公明党を政教分離の原則の観点から批判。
- いしいひさいち - 自書『大問題』で創価学会を批判。
- フロランス・ラクロワ - パリの国立研究院の博士。十数年にわたり創価学会を取材・研究を重ね、「創価学会、タブーの解剖」というフランス国家博士論文を発表。
- 筒井康隆（小説家） - 『SFマガジン』1965年8月増刊号で発表した短編小説『堕地獄仏法（中公文庫『東海道戦争』収録）』で、創価学会・公明党を連想させる宗教団体・政党が『政教一致体制』で支配する恐怖の日本社会を描いた[注 25]。また、朝日新聞で連載していた長編『朝のガスパール（朝日新聞社 のち新潮文庫）』では、信者らしき人物から筒井康隆に対する個人攻撃の投書があったため、筒井康隆は作中で実名を挙げて批判している[注 26]。さらに『現代語裏辞典（文藝春秋のち文庫）』では『創価学会。そうか。がっかり』と揶揄する記述が見られる。
- 段勲（ジャーナリスト） - 自書『反人間革命』で創価学会を批判。
- 韮沢忠雄（日本共産党元赤旗編集局長） - 既存マスコミが創価学会批判をタブー視しているとして、赤旗で創価学会批判を展開。
- 後藤忠政（元山口組系後藤組組長） - 自書『憚りながら』で創価学会と後藤組（山口組）との関係を記載。
- 蛭子能収（漫画家、タレント） - 公明党支持者から食事中に強引なサインを要求され、公明党への支援も頼まれたことに立腹。「公明党の信者って、なんでそう熱心なのか不思議だが、相手の気持ちを考えない我がままな人ばっかりの集まりなんだろうなーと思う」と批判[309]。
- H・N・マックファーランド(アメリカの宗教学者) - 1963年から64年にかけて日本に滞在して日本のパーフェクト リバティー教団（PL教団）、生長の家などの新宗教について調査し、「神々のラッシュアワー」という本にまとめた[310]。その本の中で唯一、創価学会の調査の時だけは不快な思いをしたとして「創価学会の多くの信者の厚かましさや無作法によって何度も何度も気分を害される」と記している[310]。
- ナヴィーン・パトナーヤク（インド地方政党ビジュ・ジャナタ・ダル党首、後のインドオリッサ州首相）、「ガンジー・キング・イケダ展」に対し、創価学会はガンジーだけではインド独立をなし得なかったことやインドの歴史認識を学ぶべきだと批判[311]。
- 猪口邦子 - 2000年（平成12年）に創価学会の「宗教的団結心」（"religious solidarity"）を核とした「巨大な政治的力」（"enormous political power"）を警戒する人もいると述べた[178]。
- 石井一（旧民主党の衆議院議員） - 2007年10月16日の第168回国会参議院予算委員会で、公明党と創価学会の関係について質問した[312]
- 藤倉善郎 (やや日刊カルト新聞を主宰する宗教ジャーナリスト) - 創価学会について、現在でもしつこい「折伏」や、批判者や組織内の造反者に対する常軌を逸した攻撃が常に行われているとしている。また「安保法制」などをめぐる造反者側についても、「公明党はもともと平和の党」「池田大作先生は平和主義者」などの主張は、批判者への攻撃や言論妨害、しつこい折伏等の社会問題が、むしろ池田の会長在任期間中に起きていることから、池田を美化する「かつての創価学会」正当化は、歴史の歪曲だと強く批判している。むしろこれら社会的な批判を浴びた問題を池田信仰に基づき正当化してきたのが、カルト的側面を正当化する「かつての創価学会」であるとする[313]。1960～70年代の言論出版妨害事件、70年の共産党・宮本顕治宅盗聴事件、強引な折伏（勧誘）や選挙における不正問題など、池田氏指導下の創価学会が批判されたり池田氏自身の関与が疑われたりした問題が多数あり、だからこそ、創価学会は池田大作ともども、これまで天下の嫌われ者だったのではないか、としている[314]。
- 溝口敦（ノンフィクション作家、ジャーナリスト) - 創価学会は宗教法人であることを徹底活用と悪用していると批判。70年の出版妨害事件により、著作者や出版社に恫喝を加え、鶴タブーを作り上げてきたという。また、選挙に際しては、80年代まで替え玉投票を事としていたとしたという。創価学会が、出版妨害や電話盗聴、替え玉投票、裁判工作などを過去に行っており、社会不正の塊であることは常識である、としている、信者会員からの財務集金法においても、幹部が会員に「出せ、出せ、出せ」と絶叫するほどの激しさで、生活保護世帯からも数口を引っ張るのが学会流であるとしている[315]。

### 創価学会は「池田教」であるという批判
内藤国夫や七里和乗（日隈威徳）などの著書に見られるように、かねてより創価学会は実質的には「池田教」ではないかとの批判があった。そのような批判を伴う呼称をめぐっては各方面から以下のようなことが言われている。
- 日本共産党の機関紙『しんぶん赤旗』は、「池田大作本仏論」の存在および初代・牧口、第2代・戸田、第3代・池田を「三代会長」「創価学会永遠の指導者」とすることを決めた会則の存在などに触れ、日蓮正宗との関係を断った「池田教」設立の宣言であると批判している[批 8]。その後2016年（平成28年）11月7日に施行された改正会則の第1章総則第3条2項に『「三代会長」の敬称は、「先生」とする。』と加筆明記される[SG 93]。
- 日蓮正宗宗務院教学部による出版物では、日蓮正宗が池田大作を破門するに至った1991年頃には、経本や過去帳、数珠を創価学会独自のものに変化させる動きが見られたのを「池田教独立路線を露わにした」とする見方を示している[批 9]。
- 元公明党委員長の矢野絢也は、著書の中で「池田教」への変容が起きているとし[316]、指導者としての池田大作名誉会長への個人崇拝が顕著であるとの主張をしている[317]。
- キリスト教徒（日本基督教団）で元外交官・作家の佐藤優は、松岡幹夫との共著における対談において、あえて「池田教」などと批判する勢力があるのを互いに認めた上で、そういった勢力が注視している教義の中での池田の位置づけに難しい課題があるとした松岡の思いに応じ、その背景に批判する側から個人崇拝と見られているのがあるものの、「気にすることなく、堂々と池田会長（原文ママ）の重要性を打ち出すべきだと思います。」と意見している[SG 109]。